# Pelznähen
Eine Hauptarbeit der Kürschnerei ist das Pelznähen. Die Verarbeitung von Fellen zu Pelzen unterschied sich schon immer wesentlich von der Produktion textiler Bekleidung. Während in den Textil- und Lederberufen das Grundmaterial größtenteils bereits in einem Stück vorliegt, muss sich der Kürschner in der Regel die Fläche, die er zur Herstellung eines Pelzes benötigt, durch das Zusammensetzen von Fellen oder Fellteilen erst schaffen.
Soweit das Pelznähen als selbständiger Beruf ausgeübt wird, ist es ein Zwischenberuf. Das heißt, dass er nicht ohne die Mitwirkung eines Kürschners ausgeübt werden kann. Häufig wurde, auch in der beruflichen Spezialisierung, nur das Pelzmaschinennähen als Pelznähen bezeichnet, die restliche Arbeit als Handnähen. Das Handnähen umfasst vor allem das Ausfertigen des Pelzes, also das Aufbringen der Zwischenstoffe und das abschließende Füttern (gleichbedeutend mit „Staffieren“) mit den Nebenarbeiten, wie dem Anbringen der Verschlüsse. Hinzu kommt das Zusammenfügen von Fellen durch Handnähte, neben den zahlreichen Sonderarbeiten, aber auch die Arbeit an den dabei eingesetzten Nähmaschinen. In der Berufsausbildung des Pelznähers wurde immer beides gelehrt, in den ersten Jahren der anschließenden Praxis entscheidet es sich dann vielleicht, für welchen Teil eine Arbeitskraft besonders befähigt ist. Ab einer gewissen betrieblichen Größe wird der Näher oder die Näherin nun hauptsächlich Handarbeiten ausführen oder mit der Pelznähmaschine arbeiten. – Insbesondere das Handnähen wird im deutschsprachigen Raum so gut wie ausschließlich von Frauen ausgeübt.
Vor allem in kleineren Betrieben muss der Kürschner heute alle Fertigkeiten seines Handwerks in einem praxistauglichen Ausmaß beherrschen.

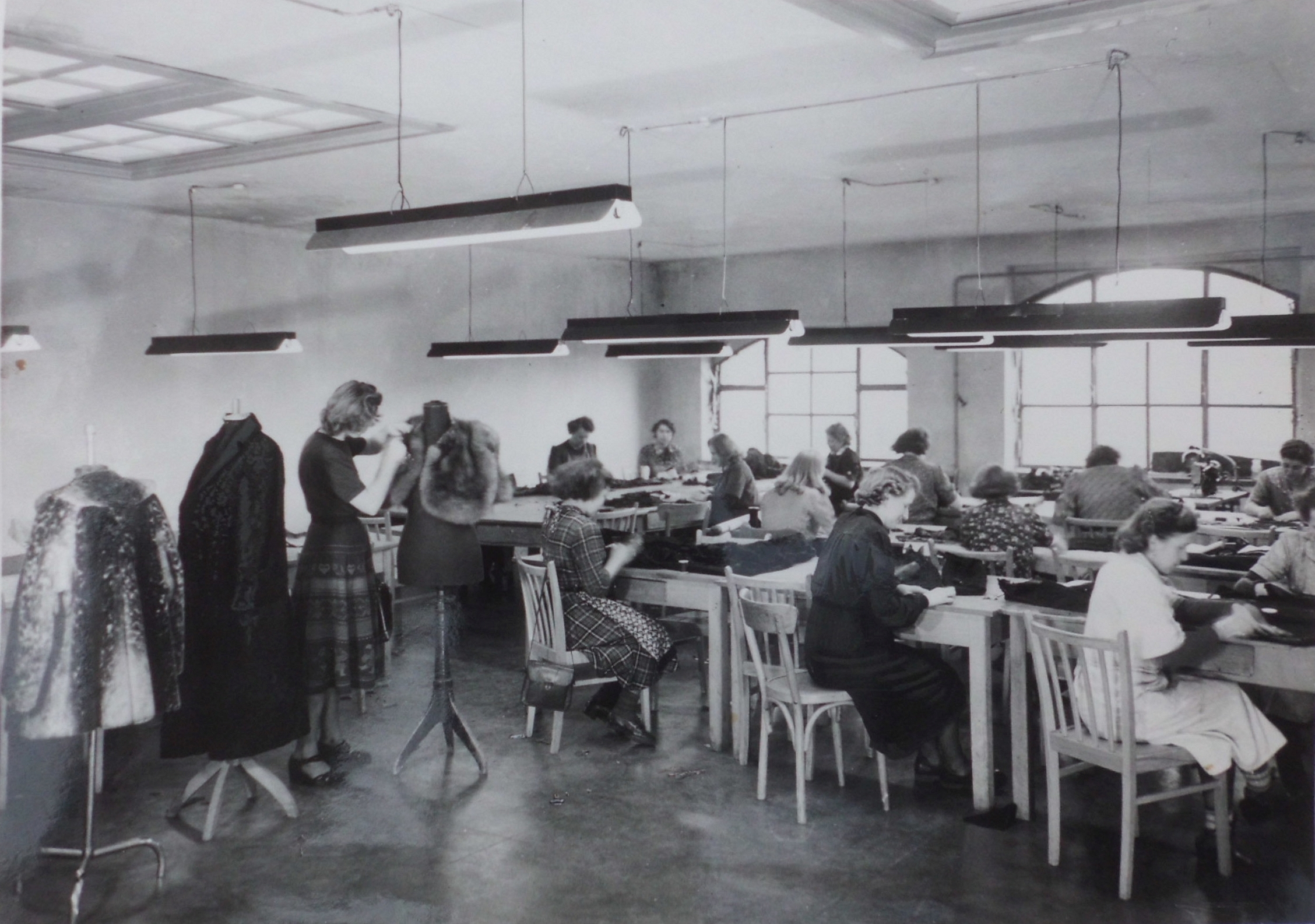
Werkstatt mit Pelznäherinnen
(Edelpelze Berger, Hamburg, um 1985)

## Pelznäher, Historie

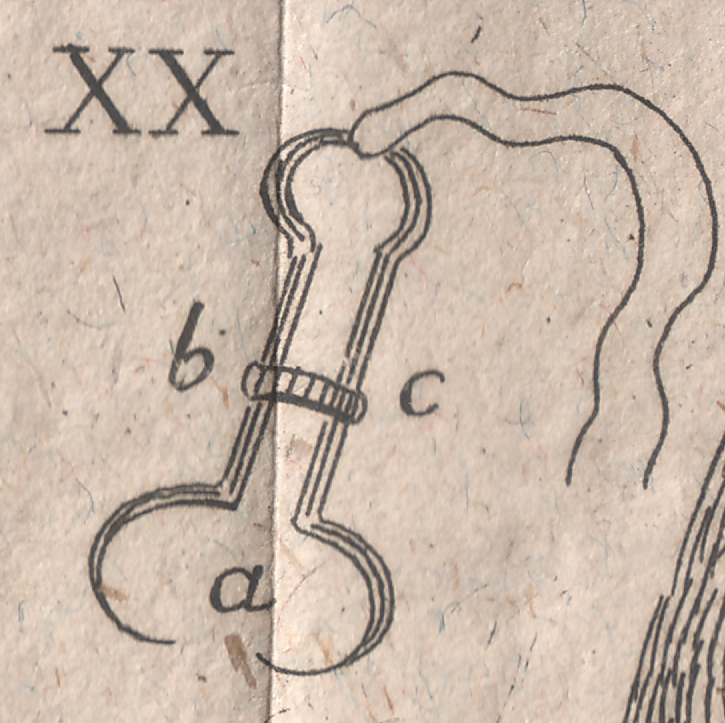
Der Nahthaken (1778)

Für das Nähen der früher meist noch hart- und dickledrigen Pelze verwendeten die Kürschner die heute noch erhältliche dreischneidige Kürschner-, Schneide- oder Dreikantnadel, mit der sich das Leder wesentlich kraftsparender und schneller durchstechen lässt. Für die modernen Pelze mit ihrer hochwertigen Zurichtung sind diese Nadeln jedoch ungeeignet, sie dehnen das Leder nicht beim Einstechen, sondern zerschneiden es, so dass es bei Beanspruchung, von der Naht ausgehend, zerreißen kann. Beim Nähen wurde für das Zusammenhalten der beiden Fellkanten ein Nahthaken benutzt („Nehehaken oder Nathhaken“). Das war eine kleine eiserne Zange, „deren Gebiß a durch eine Hülse, oder durch den Schieber b c zusammen gepreßt“ wurde, „damit man sie bequem zwischen die Knie fassen und zusammennähen könne“ (siehe Skizze).
Bis zum Aufkommen der Pelzkonfektion in der zweiten Hälfte des 19. Jahrhunderts lagen in Europa noch alle Arbeitsvorgänge einschließlich des Nähens in der Hand des Kürschners, lediglich das Gerben der Felle hatte sich inzwischen weitgehend zu einem eigenen Handwerkszweig entwickelt. Für die Stadt Breslau lässt sich feststellen, dass Ende des 19. Jahrhunderts bereits weibliche Arbeitskräfte von den dortigen Kürschnern beschäftigt wurden. Diese nähten jedoch offenbar nur die Bezüge für die Pelzmützen, mit dem Zusammennähen der Felle waren sie noch nicht befasst.

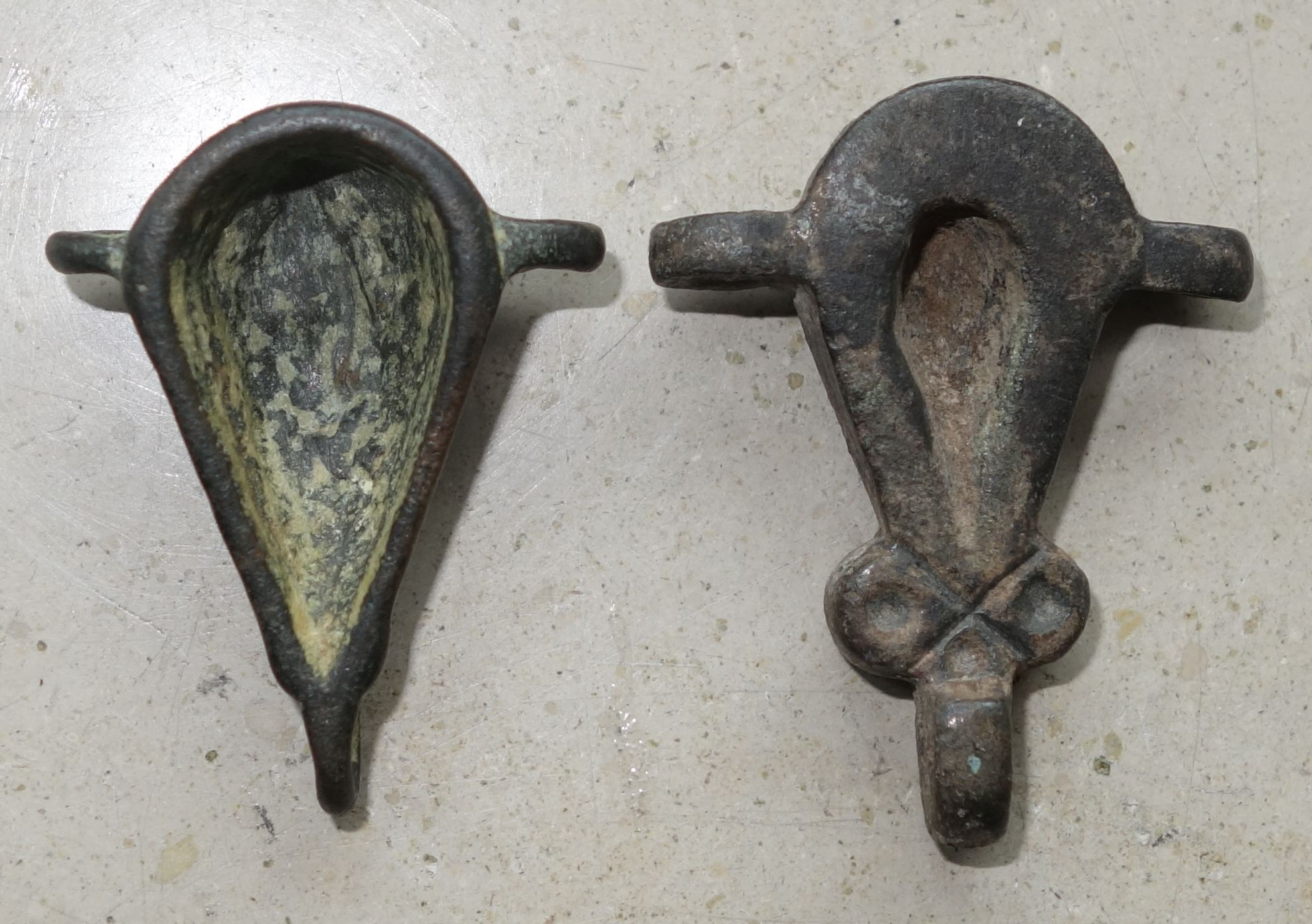
Von einem türkischen Pelz- und Lederverarbeiter stammen diese Nähhilfen. Ähnlich des Nährings des Kürschners wurden sie, am Finger angebunden, bei zähem Leder zum Durchdrücken der Nadel benutzt.

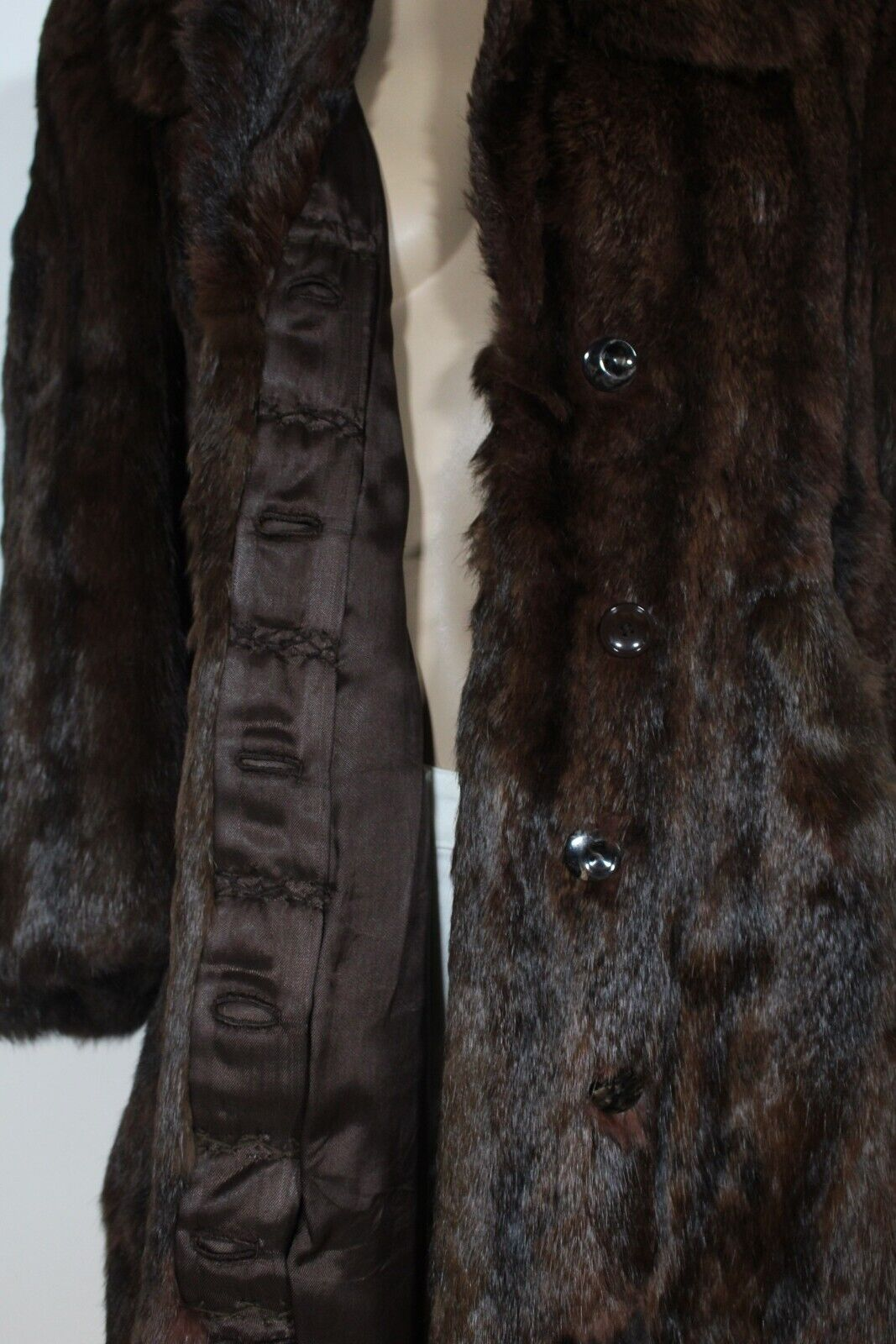
Innenverarbeitung mit Knopfleiste in einem Kaninmantel aus der Zeit nach dem Zweiten Weltkrieg

Wobei Kürschner fast ausschließlich Männer waren. Ausnahmen waren die Kürschnerfrauen, die nach dem Tod ihres selbständigen Ehemannes den Betrieb allein weiterführten. Wie der Inhaber eines alten Leipziger Kürschnergeschäfts bestätigte, „gab es 1933 weibliche Kürschnergehilfen mit vollberuflicher Ausbildung auch in abhängiger Stellung verschwindend wenige, so dass damals von einem „Eindringen“ weiblicher Arbeitskräfte kaum gesprochen werden konnte“. Die Einstellung zur Aufgabe der Frau in der Arbeitswelt als Hilfskraft des Mannes war, dem bisherigen, allgemeinen Zeitgeist entsprechend, auch in der Pelzbranche tief verwurzelt. Noch 1950, in der Zeit der nachkrieglichen Umwälzung, heißt es über die zunehmenden weiblichen Kürschnerlehrlinge: „Das Kürschnerhandwerk wird gegen dieses „Eindringen“ nichts einzuwenden haben, wenn der Beruf aus innerer Überzeugung gewählt wird und zum gleichen beruflichen Nachwuchs führt wie die Erlernung durch den jungen Mann. Das Kürschnerhandwerk wird jedoch seine Zustimmung dann verweigern müssen, wenn der Beruf nicht aus innerer Neigung, sondern mehr aus Verlegenheit gewählt wird und wenn die angehende Kürschnerin nach einigen Gehilfenjahren den Beruf wechselt. Das Handwerk befürchtet, dass solche Nachwuchskräfte sich alsbald außerhalb des ordentlichen Gewerbes stellen und ihre Kenntnisse dazu benutzen, ohne Gewerbeanmeldung, also „schwarz“ zu arbeiten und Aufträge zu jedem Preis, wo sie sich bieten, auszuführen. Mit diesem Nachwuchs ist dem Kürschnergewerbe, das auf seinen auf jahrhundertealter Tradition beruhenden Ruf hält, nicht gedient“.
In der Inflationszeit Anfang der 1920er Jahre stellte man im Berliner Kürschnerhandwerk fest, dass die Lehrlinge immer weniger das Handnähen beherrschten, schon weil wegen der angespannten Wirtschaftslage „die Handnäherei im Rahmen der Ausbildung in letzter Zeit immer mehr vernachlässigt wird, ja, in vielen Fällen wegen der Arbeitsüberlastung der Kürschnereien vernachlässigt werden muß, weil der Lehrling tüchtig zu seinem wenn auch bescheidenen Teile an der Erledigung der zahlreichen Aufträge seines Meisters mithelfen muß“. Um diesem Mangel abzuhelfen, veranstaltete der Fachlehrer und Kürschnermeister Alfred Homuth unter den Lehrlingen einen Handnähwettbewerb. Bewertet wurde die Qualität der Arbeit, nicht die dafür aufgewendete Zeit.
Die Sparte „Pelznäher“ wurde als eigener Berufszweig der Kürschnerei Anfang des 20. Jahrhunderts in Deutschland eingeführt. Die Ausbildung dauerte zwei Jahre und schloss mit der Gesellenprüfung ab. Eine Aufstiegsmöglichkeit wie beim Kürschner zum Handwerksmeister gab es die längste Zeit nicht, also auch nicht die Möglichkeit der Selbständigkeit mit einem Verkauf an Endverbraucher.
Das war auch der Stand in der Bundesrepublik in den ersten Jahrzehnten nach ihrer Gründung. Gegen Ende des 20. Jahrhunderts wertete man den Beruf auf, indem im offiziellen Sprachgebrauch es jetzt den Kürschner Fachrichtung Schneiden und den Kürschner Fachrichtung Nähen gab. Während der Kürschner während seiner Ausbildung immer schon die Grundlagen des Pelznähens erlernte, wurde jetzt die Näherin auch mit den Kürschnerarbeiten vertraut gemacht. Ab jetzt bestand auch für den Kürschner der Fachrichtung Nähen die Chance, die Meisterprüfung abzulegen.
Offiziell wurde in der Bundesrepublik die Berufsbezeichnung Pelznäherin im Jahr 1972 abgeschafft, in den Tarifverträgen des Kürschnerhandwerks wurde sie jedoch weiterhin so aufgeführt. Die Auszubildenden mussten sich jetzt erst nach Beendigung des ersten Lehrjahres entscheiden, welche Fachrichtung sie wählen, bis dahin werden beide gelehrt, entweder das Schneiden (Fellverarbeitung) oder das Nähen (Ausfertigen und Zusammenstellen). Die Aufgaben des Pelznähers sind heute wesentlich umfangreicher und vielseitiger als noch bis etwa in die 1980er Jahre. Er soll zusätzlich zum Pelznähen die Grundzüge der Kürschnerei beherrschen und in der Lage sein, textile Jacken und Mäntel zum Ausfüttern mit Fell herzustellen.
Seit dem 1. Januar 2004 benötigt man, neben vielen anderen gleichzeitig freigegebenen Handwerken, in der Bundesrepublik auch im Kürschnerhandwerk keine Meisterprüfung mehr um sich selbständig zu machen.
Für die Ausbildung zum Pelznäher und Staffierer als Facharbeiter wurde 1978 in der DDR laut dem Berufsbild der Abschluss der 10. Klasse verlangt, in der Praxis und/oder nach Änderung des Schulsystems reichte auch der Absolvieren der 8. Klasse. Die Lehrzeit betrug, wie in der Bundesrepublik, zwei Jahre. Einsatzmöglichkeiten waren vor allem im Rauchwarenindustriebetrieb Brühlpelz Leipzig, in Dienstleistungskombinaten sowie in genossenschaftlichen, aber auch in privaten Handwerksbetrieben. In der DDR war es bereits seit den 1950er Jahren für in der Industrie beschäftigte Näher möglich, sich an der Deutschen Kürschnerschule zu Leipzig weiterzubilden und den Abschluss eines Industriemeisters zu machen. Im Juni 1955 erhielt die erste Frau im Fachgebiet Staffiererei, nach einem viermonatigen Lehrgang, ihr Meisterdiplom.
In größeren Betrieben gab es auch in der Bundesrepublik den Posten einer „Direktrice“, der allerdings nicht geschützt war und besagte, dass die Pelznäherin die Leitung der Näherei mit einem höheren Tariflohn innehatte.
Im Jahr 1983 betrug der Mindeststundenlohn im Handwerk der Bundesrepublik für

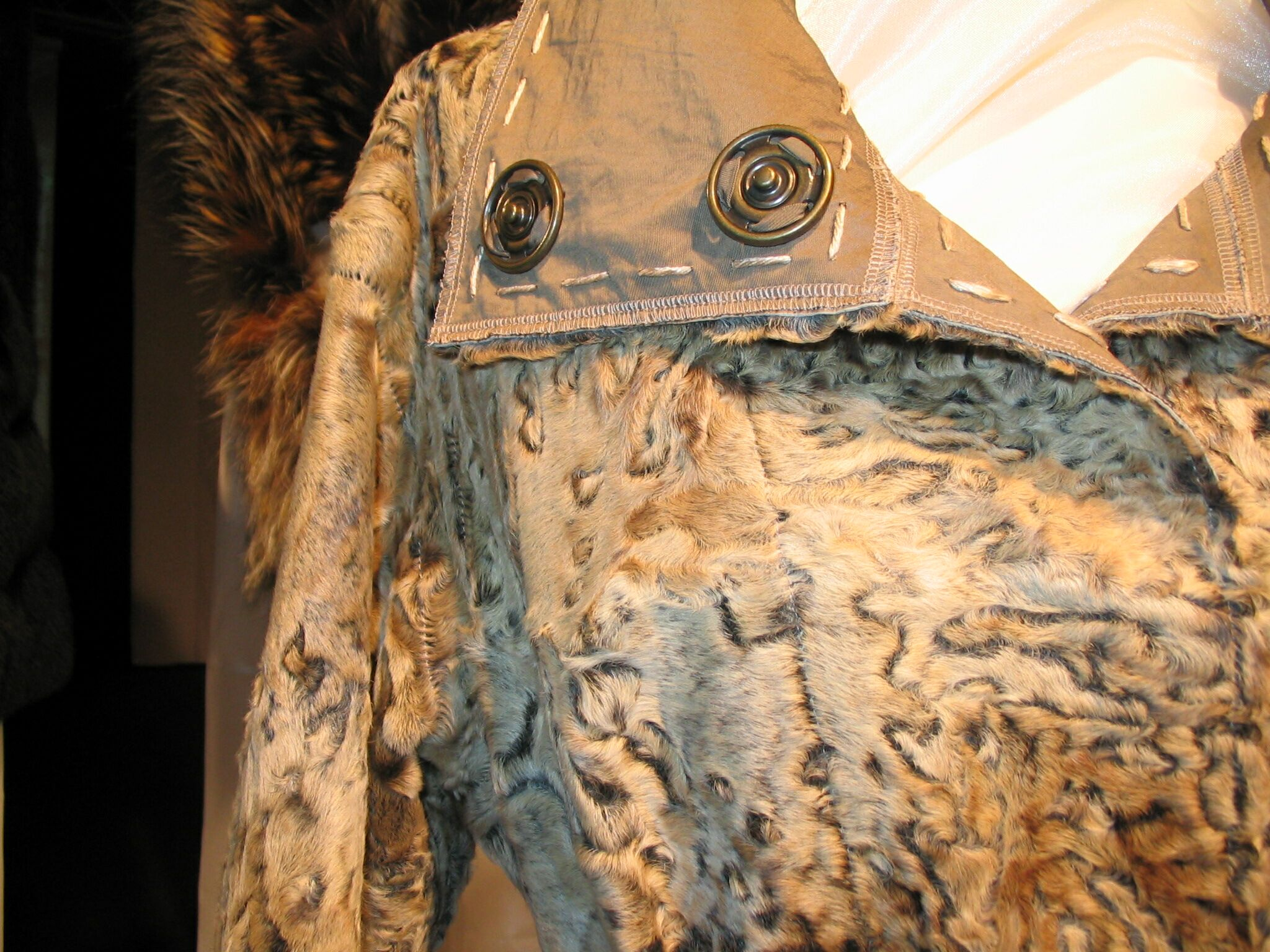
Handstiche, Overlock-Nähmaschinen-Nähte und Druckknöpfe an einem Swakara-Karakul-Mantel

selbständig arbeitende Pelznäher/innen DM 11,-. Überwiegend an der Pelzmaschine beschäftigte erhielten einen Zuschlag von 10 Pfennigen.
eine Direktrice, männlich oder weiblich, mit Weisungsbefugnis gegenüber mindestens 5, höchsten 15 Beschäftigten DM 12,52 (Gehalt DM 2165,-)
mit Weisungsbefugnis gegenüber mindestens 16 Beschäftigte DM 13,56 (Gehalt DM 2346,-)
mit gleichzeitiger Fachhochschulausbildung oder Meisterprüfung im Kürschnerhandwerk DM 14,60 (Monatsgehalt DM 2526,-)
selbständig arbeitende Pelzwerker/innen [Industrieausbildung] DM 11.32
selbständig arbeitende Kürschner DM 12,58
Kürschnermeister mit Weisungsbefugnis, gestaffelt gegenüber zwischen mindestens 5 und mindestens 31 Beschäftigten, Gehalt DM 2647,- bis 4333,- DM.
Bis auf das Nähen mit der Pelznähmaschine in Griechenland waren es in Europa in der neueren Zeit fast durchwegs Frauen, die dem schneidenden Kürschner die früher auch von ihm ausgeführte Näharbeit abnahmen. Griechenland und in der westlichen Welt auch Amerika, wohin viele griechische Kürschner ausgewandert sind, machten da eine Ausnahme. Auch nach der Erfindung der Pelznähmaschine behielten die griechischen Kürschner, aufgrund ihrer hauptsächlichen Tätigkeit meist ohnehin als Pelznäher bezeichnet, mit ihrer besonderen Nähtechnik die Maschinennäharbeit bei. Wenn in der Pelzbranche von Griechenland gesprochen wird, meint man die Kürschner in der mazedonischen Provinz Kastoria, die Gegend in und um die beiden Orte Kastoria und Siatista. Hier besteht eine jahrhundertealte Tradition der Pelzverarbeitung, gründend auf der Pelzresteverwertung. Die bei der Fellverarbeitung abgefallenen Pelzstücken werden dort noch immer zu Halbfabrikaten in Tafelform zusammengenäht. Im restlichen Europa übernahmen im Zeitalter der Arbeitsteilung und Spezialisierung niedriger entlohnte Pelznäherinnen die gesamte Näharbeit. Einen Ausdruck für die Frau als Hilfskraft des Kürschners fand sich in der Berliner Konfektion in der bis nach dem Zweiten Weltkrieg noch üblichen Bezeichnung „Kürschnermamsell“.
Das Nähen gehörte in Deutschland und Österreich zwar immer zu den Techniken, die nicht nur die Pelznäherin, sondern auch der Kürschner bei der Gesellenprüfung beherrschen musste, eine praxistaugliche Fertigkeit wurde vom Kürschner jedoch nicht mehr erwartet. Mit dem Verlagern der Pelzproduktion in Billiglohnländer und einem Absatzrückgang in Mitteleuropa und dem damit einhergehenden Kleinerwerden der Betriebe gegen Ende des 20. Jahrhunderts wurde es wieder wichtiger, dass der Kürschner gegebenenfalls alle anfallenden Arbeitsvorgänge in einer wirtschaftlich vertretbaren Zeit ausführen kann. In der Praxis entscheiden sich die meisten Kürschner, falls nach der Ausbildung eine Spezialisierung ansteht, für die Fachrichtung des die Felle sortierenden und schneidenden Kürschners, der in der Regel noch immer besser bezahlt wird als der Nähkürschner. Die benötigten Pelznäher, üblicherweise Frauen, werden häufig aus der Schneiderei abgeworben und angelernt.
Unterschieden wurde häufig zusätzlich zwischen der Pelznäherin und der Staffiererin, wobei mit der Pelznäherin hier nur die Pelzmaschinennäherin gemeint war. Die Staffiermeisterin Eva Laue der DDR bemerkt, dass es schien, als ob die Pelznäherin mitunter, als „Hilfskraft“ des Kürschners, geringschätzig als zweitrangig und weniger qualifiziert angesehen würde, „deren fachliches Unvermögen es nicht zuließ, sich zu einer vollwertigen Fachkraft zu entwickeln. Zu dieser zwar selten böswilligen, aber vielleicht doch gedankenlosen Unterschätzung trägt wohl auch jene Benachteiligung bei, welcher der Berufszweig „Pelznähen und Staffieren“ seit jeher ausgesetzt ist“.

## Näharten und ihre Ausführung

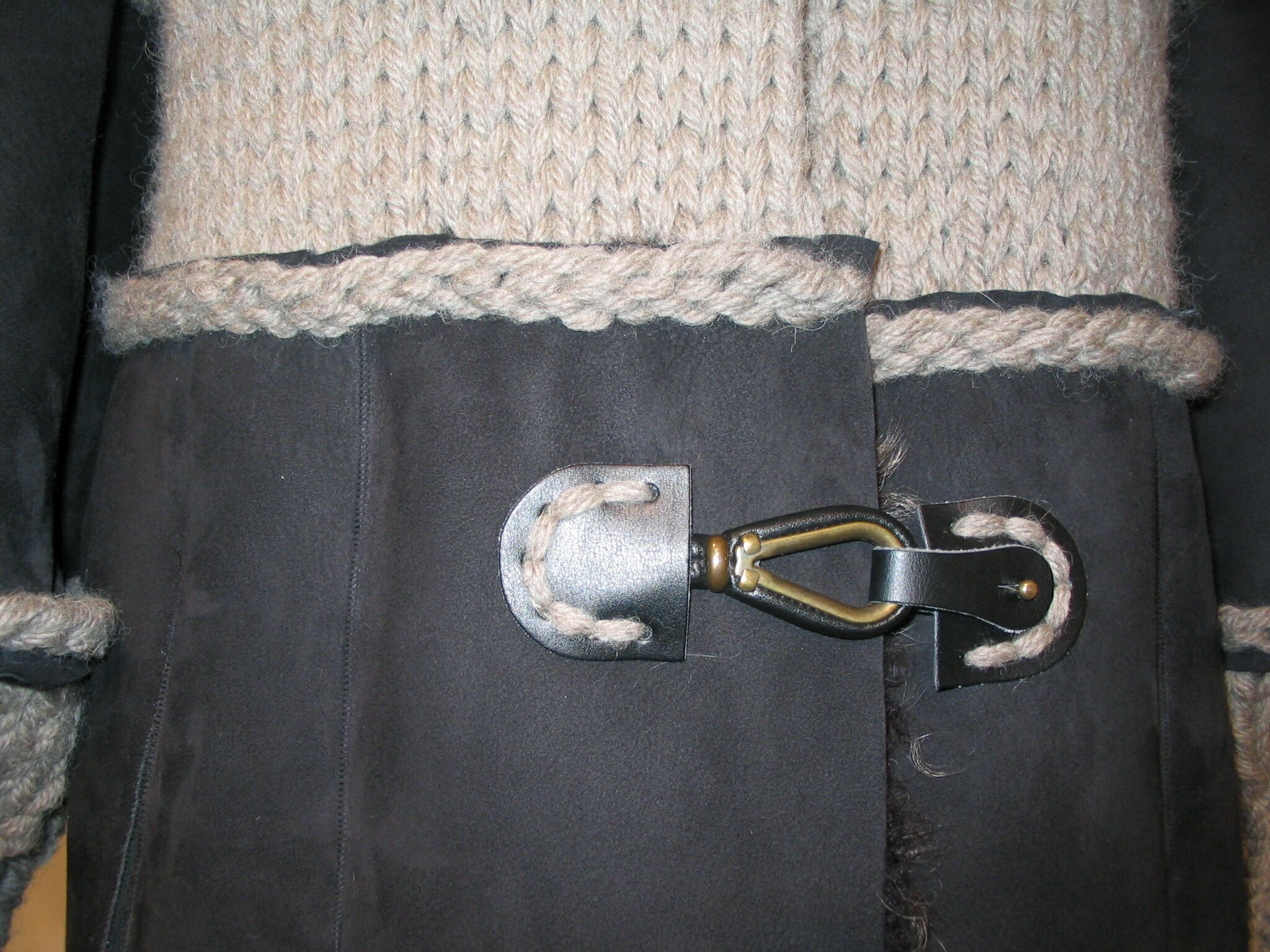
Karabineröse und Zierstiche an einem Lammpelz

Die Nähen in der Kürschnerei lässt sich in zwei Oberbegriffe aufteilen, das Handnähen und das Maschinennähen.
Das Handnähen umfasst die Ausführung von Fellnähten bei feinen und flachhaarigen Fellarten (zum Beispiel Breitschwanz), das Aufbringen von Zwischenzutaten und das Einfüttern der Futterseiden in Pelzbekleidung und Pelzaccessoires, außerdem das Anschlagen und Ausfertigen von Pelzinnenfuttern.
Viele Nähte, die auch mit der Maschine genäht werden können, werden auch heute noch mit der Hand ausgeführt. Gründe sind im speziellen Einzelfall eine bessere Qualität oder aber auch das Nichtvorhandensein der benötigten Spezialmaschine. Zum Beispiel wird das Einfüttern des Futterstoffes mit der Hand allgemein als im Aussehen und Sitz ordentlicher angesehen. Während der Schneider zum Schutz des Zeigefingers einen Fingerhut benutzt, wird dem Pelznäher geraten, mit dem, tiefer auf dem Finger sitzenden, Nähring die Nadel in das Leder zu drücken. Der Schneider schiebt mit der Fingerhutspitze gegen die Nähnadel durch das Nähgut; mit dem seitlichen Fingerdruck des Pelznähers lässt sich jedoch mehr Kraft erzeugen, um auch durch kräftige oder zähe Leder die Nadel möglichst gut hindurch zu bekommen.
Auch das Nähen mit der Schneidernähmaschine ist inzwischen ein erheblicher Teil der Arbeit des Pelznähers. Wurde bis in die 1970er Jahre fast nur das Seidenfutter damit zusammengenäht, stellt der Kürschner heute großenteils auch die, Hüllen genannten, Obermäntel für die Pelzfutter selbst her.
Mit der Ledersteppmaschine können auch kräftigere Leder, die von einfachen Nähmaschine oder einer Industrienähmaschine nicht mehr zu bewältigen sind, genäht werde, außerdem Velours- und Nappalanpelze.

### I. Fellnähen (Ledernähte)
Beginnend bei der Reparatur beschädigter Felle, über die Formveränderung und das Zusammennähen von Fellen bis zum Zusammenstellen der Pelzteile werden Nähte in das Fellleder gelegt. Seit der Einführung der Pelznähmaschine geschah das zunehmend nicht mehr von Hand. Fell- beziehungsweise Lederhandnähte wendet man nur noch bei Fellen mit nur sehr fein ausgeprägtem Haarwuchs an, manchmal vielleicht auch bei Fellen mit sehr schlechtem Leder. Die verwendete Nähnadel, ob Handnaht oder Maschinennaht, sollte möglichst fein sein, um die Reißfestigkeit der Naht zu erhöhen.
Unter Haarnaht ordnet das Pelzlexikon von 1949 die Naht ein, „die der Kürschner - wohl seltener - machen muss, wenn sie vom Leder aus nicht gleich vollziehbar ist. Man wird sie möglichst zu vermeiden suchen, kann ihr aber doch nicht immer ausweichen. Es ist damit immer ein größerer Materialverlust verbunden. Meist wird es eine Verziehnaht sein“. Angewandt wird sie immer dann, wenn eine fachgerechte Reparatur mit einem Öffnen der Innenverarbeitung aktuell nicht möglich ist oder zu aufwändig erscheint. Es darf dabei keine auffällige Veränderung der Form eintreten. Infrage kommen dafür das Schließen kleiner Risse, Schnatten und kleiner Kahlstellen bei nicht zu kurzhaarigem Fell. Gelegentlich werden auch abgetragene, kahle Ärmelkanten auf diese, nicht als fachgerecht angesehene, aber kostengünstigere Weise repariert.

#### Handgarne
Hauptsächlich verwendete Handnähgarne sind (Beispiel aus einer Detailkürschnerei):
- Nähseide Stärke 100, zum Handpikieren und zum Verziehen von Futterseiden
- Knopflochgarn Polyester Stärke 50
- Handgarn gewachst, für Verzugsnähte zwischen Futter und Langhaarfell (Fuchs, Zobel); zum Annähen von Knöpfen, besonders solche mit Metallsteg.[17]

Teils spezielle, in der Kürschnerei gebräuchliche Nähte sind:

#### Überwendliche Naht

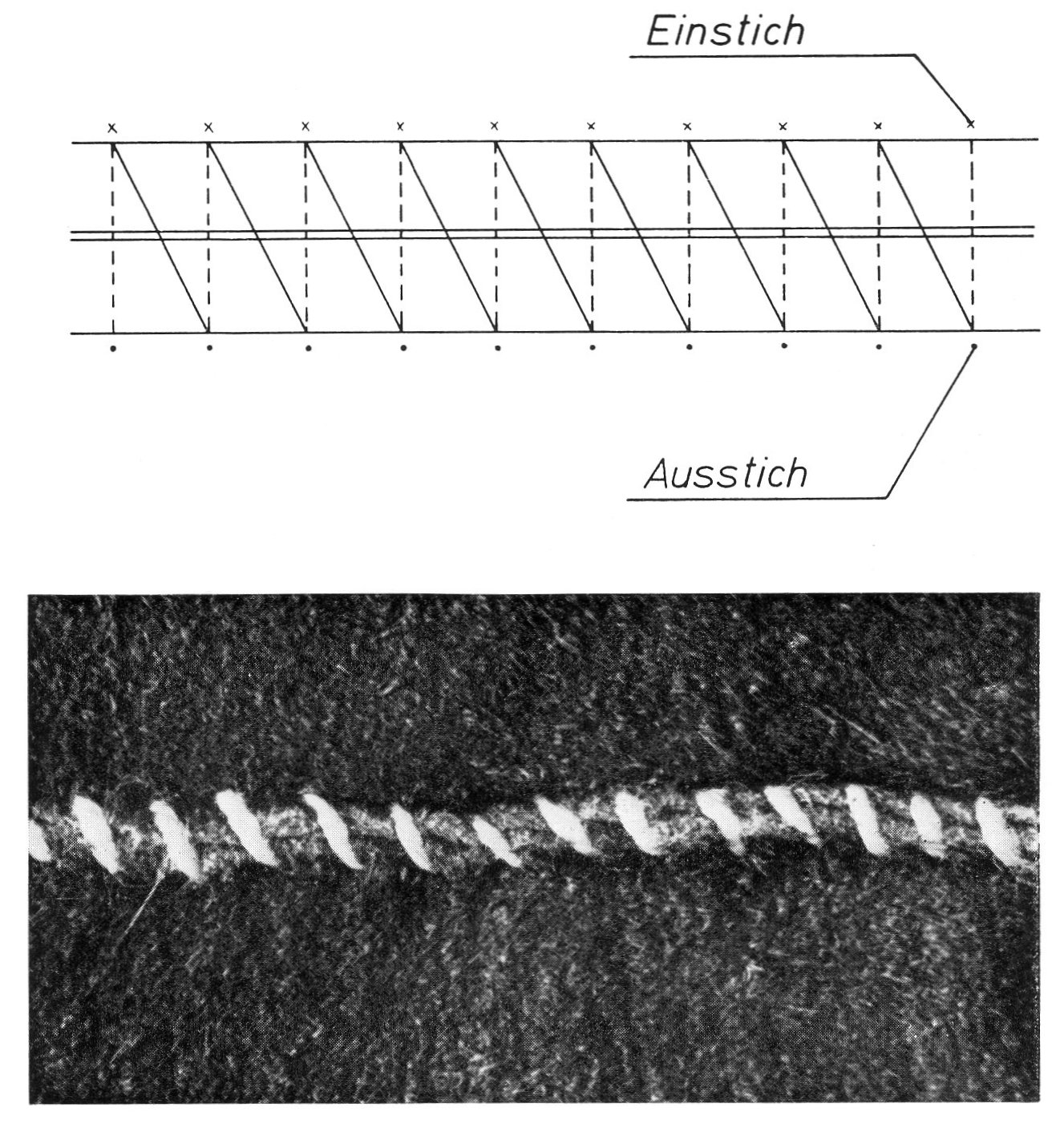
Überwendliche Naht

Die überwendliche Naht, auch als Grundnaht bezeichnet, ist die gebräuchlichste Naht der Kürschnerei, sie wird von Rechtshändern ausschließlich von rechts nach links ausgeführt. Beim Nähen mit der Hand werden mit Daumen und Zeigefinger der einen Hand die Fellkanten zusammengepresst, mit der anderen Hand werden die Haare eingestrichen. Der Einstich erfolgt von der dem Körper abgewandten Seite, der Ausstich auf der Körperseite in gleicher Höhe. Die Stichhöhen und Stichabstände müssen gleich sein. Geringfügig ungleiche Haarlängen können ausgeglichen werden, indem die Kante des langhaarigeren Felles entsprechend höher gehalten wird.
Als die Pelzveredlung noch nicht in der Lage war, Fellleder so dünn und weich herzustellen wie heute, stachen die Kürschner noch von vorn her ein, vom Körper weg, da hierbei ein größerer Druck ausgeübt werden konnte.
Auch die Pelznähmaschine bildet beim Zusammennähen von Fellen oder Fellteilen eine überwendliche Naht, eine Naht, bei der beim Nähen die Fellteile aufeinander liegen und der Stich über die Kanten hinweg ausgeführt wird.

#### Stoßnaht

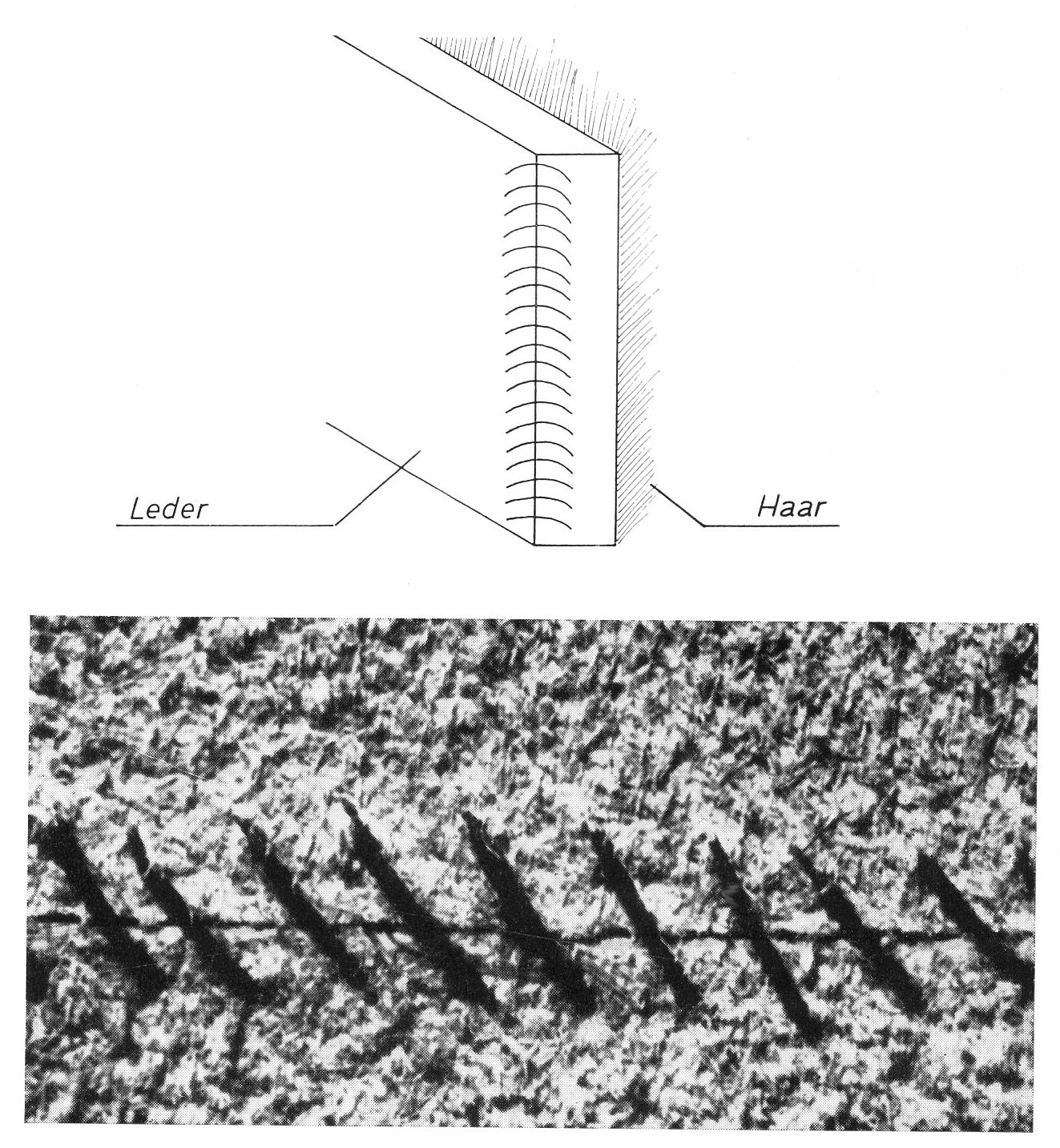
Stoßnaht

Einige Fellarten haben ein kurzes und störrisches Haar. Vor allem, wenn das Fell nur aus Grannen besteht oder nur sehr wenig Unterwolle aufweist, bringt die Stoßnaht die besten Ergebnisse. Diese Haarstruktur findet sich vor allem bei Fellarten wie Breitschwanz, Gazellenfell, Seehundfell, Fohlenfell und Rosshäuten. Liegt der zu nähende Schnitt dabei auch noch waagerecht oder schräg zum Haarverlauf, so dass eine der Schnittkanten völlig ohne deckendes Haar ist, wogegen das Haar der anderen Schnittkante weit übersteht, würde bei einer überwendlichen Naht das Haar kammartig hochgedrückt werden. Außerdem wäre auf der Haarseite jeder Stich sichtbar. Deshalb nimmt man hier die der überwendlichen Naht sehr ähnliche Stoßnaht. Der wesentlichste Unterschied zur überwendlichen Naht besteht vor allem im flachen Aneinanderfügen der Fellkanten ohne Nahtwulst:
„Der Zeigefinger der linken Hand liegt unter der Naht auf der Haarseite; er drückt das vorsichtig eingestrichene Haar glatt und hält es fest. Das Einstreichen des Haares soll nach vorn, nicht nach unten erfolgen, da es sonst von der Naht abstehen würde und die Naht somit im Haar zu sehen wäre. Vor dem Schnitt auf der Lederseite liegt der Daumen der linken Hand. Gestochen wird, dem Haarschlag entsprechend, von hinten nach vorn. Ist die Nadel genügend tief durch die Lederschicht gedrungen, wird sie vorsichtig schräg unter dem Haar entlanggeführt, dicht am Leder, zur gegenüberliegenden Kante und durchsticht diese. Die Kanten werden hierbei meist etwas tiefer gefasst als bei der überwendlichen Naht, was aber nicht übertrieben werden darf, damit die Naht nicht sichtbar wird.“
„Die Stoßnaht muss sehr sorgsam ausgeführt werden und verlangt von der Näherin schon einige Fertigkeit, damit sie vor allem kein Haar einzieht.“

#### Auftrittsnaht

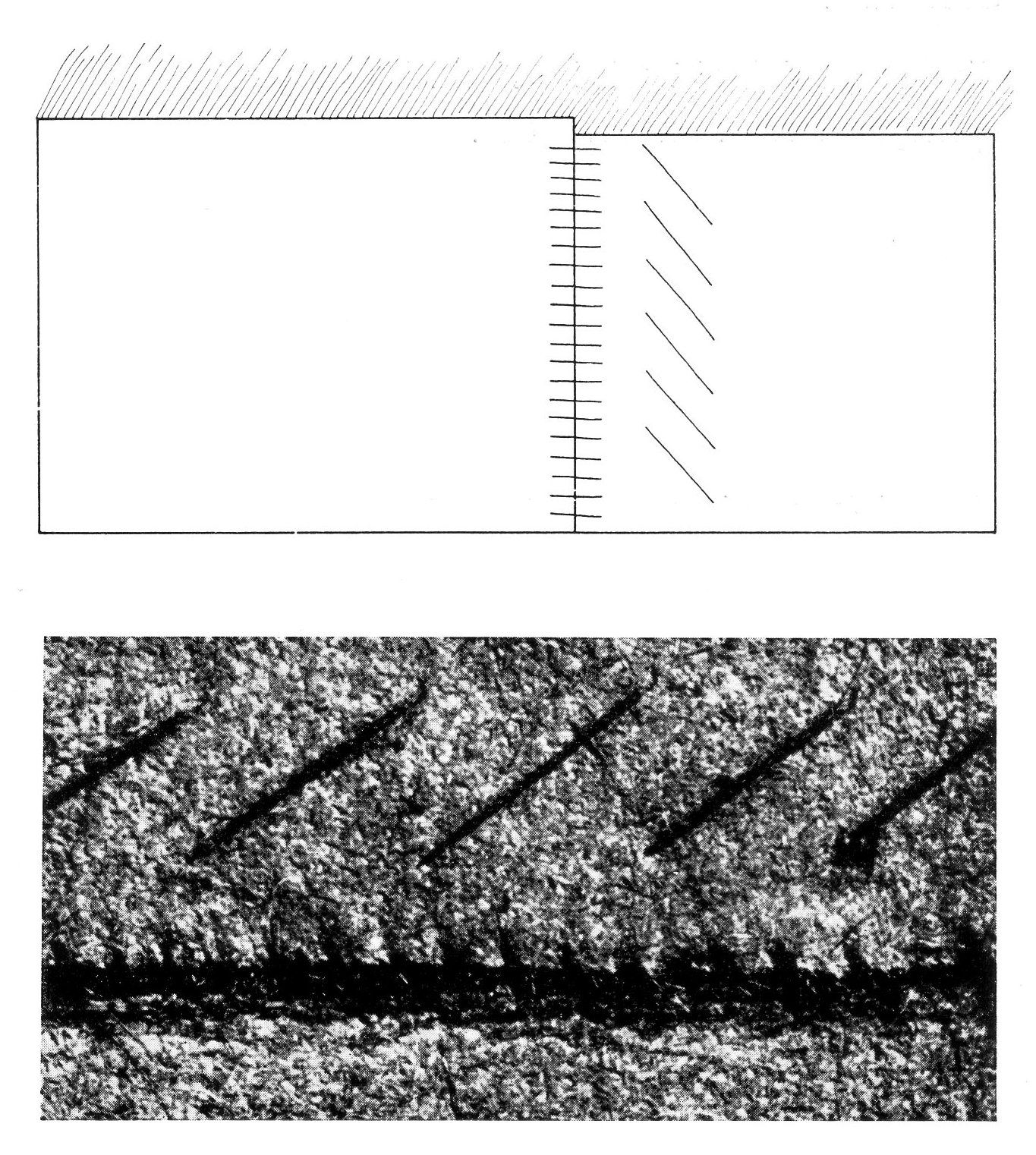
Auftrittsnaht

Mit der Auftrittsnaht sollen ungleiche Haarlängen zwischen zwei zusammenzunähenden Fellen ausgeglichen werden. Dazu wird das kurzhaarige Stück soweit auf das langhaarigere geschoben, bis die Spitzen des Unterhaares von beiden Fellen auf einer Höhe liegen. Dies wird auf der Lederseite des kurzhaarigen Felles markiert.
Das Auftreten geschieht mit zwei Nähten, wobei die erste mit der Pelznähmaschine ausgeführt werden kann. An der angezeichneten Linie wird die Kante des untergeschobenen Felles aufgenäht. Um ein Aufkippen der aufliegenden Kante zu verhindern, sollte diese mit der zweiten Naht festgestochen werden, dies ist auf jeden Fall eine Handnaht.
Auftrittsnähte sind hauptsächlich bei Quernähten (quer zum Haarverlauf) gebräuchlich, es gibt jedoch auch seitliche, also längsgenähte Auftrittsnähte.

#### Polnische Naht

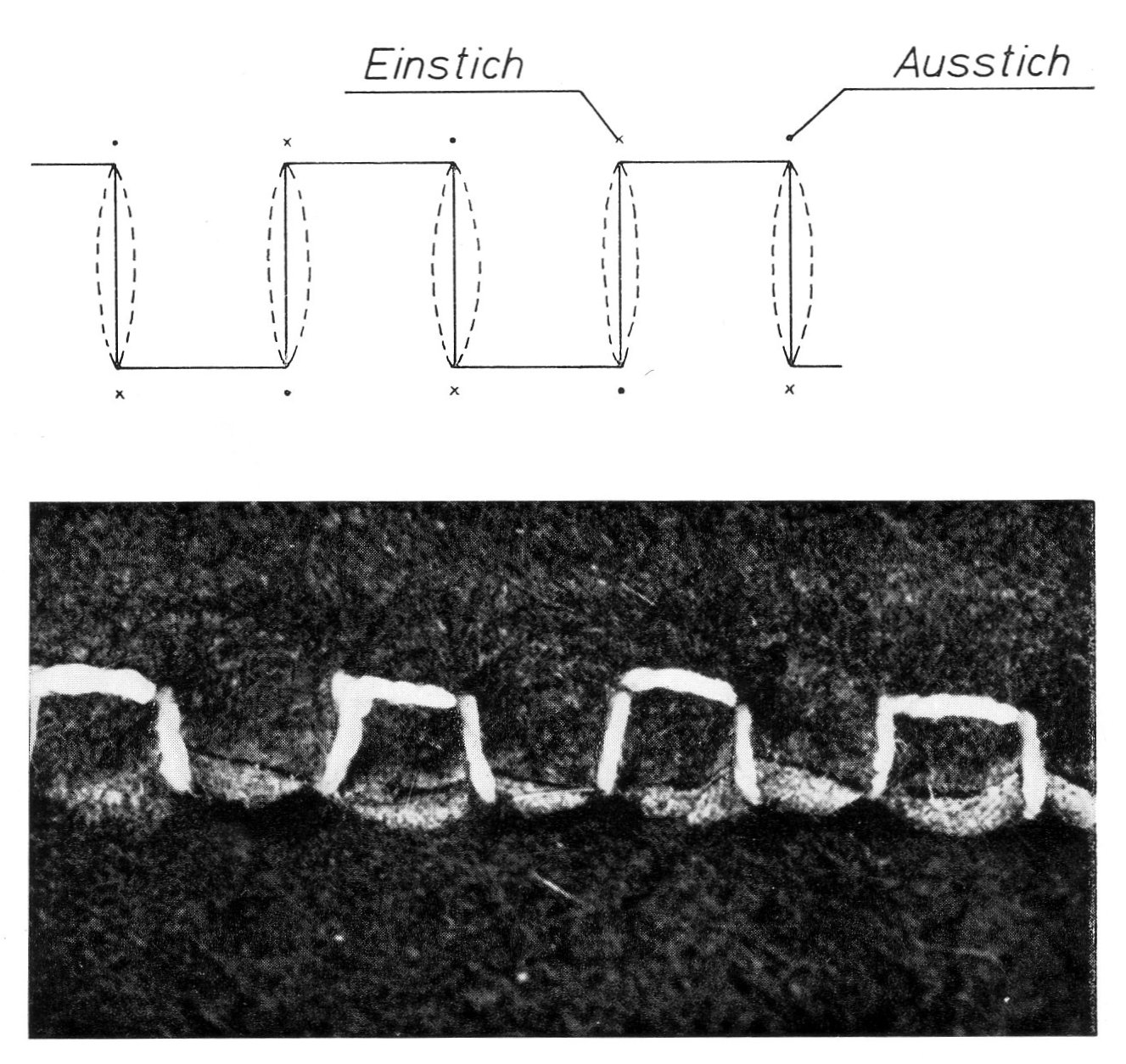
Polnische Naht

Die Polnische Naht, auch als Wechselnaht bezeichnet, wird immer dann eingesetzt, wenn sich das Haar scheitelt. Dies ist vor allem in der hinteren Mitte der Kragen der Fall, aber zum Beispiel auch bei Schulternähten.
Mit der ersten Naht werden die beiden Fellteile normal mit der Pelznähmaschine zusammengenäht. Die polnische Naht setzt sich aus zwei Stichelementen zusammen, dem einfachen überwendlichen Stich und dem Vorstich. Die beste Wirkung wird erzielt, wenn beide Stiche abwechselnd geführt werden, so dass die Stiche in ihrer Lage ein U ergeben (U-Naht).
Wenn jeweils zwei Vorstiche und ein überwendlicher Stich gemacht werden, ergibt die Lage der Stich ein L (L-Naht). Eine besonders gute Verdichtung ergibt es, wenn auf beiden Lederseiten der Schnittkanten ein Tuch-, Watteline- oder Bandstreifen beigelegt wird.
Unter Umständen reicht statt einer Polnischen Naht eine kräftige Maschinennaht mit einem mit eingenähten Wattelinestreifen.

#### Polnische Zackennaht (Kopfzackennaht)

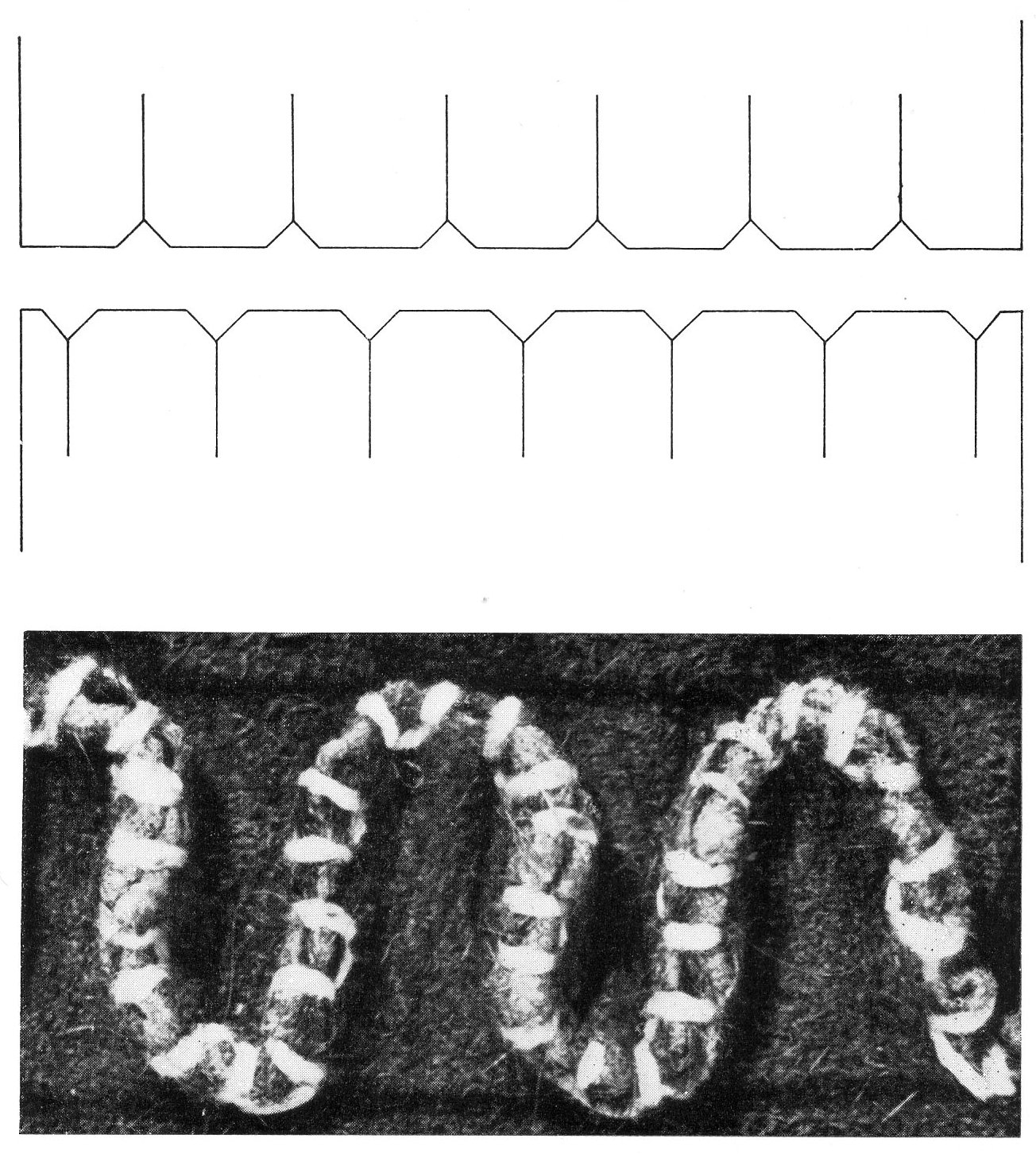
Polnische Zackennaht

Kann mit der Polnischen Naht kein ausreichendes Verhaaren der sich scheitelnden Naht erzielt werden, wird die aufwändige Polnische Zackennaht angewendet, bei der das Fell in der Zackenpartie auf die doppelte Haarmenge verdichtet wird. Die Naht wird vor allem bei hochwertigen Pelzarten, wie Nerz und Zobel, eingesetzt.
Bei der Polnischen Zackennaht werden die beiden Fellkanten mit dem Kürschnermesser im Abstand von 1 Zentimeter, je nach Länge des Unterhaares, 1 bis 3 Zentimeter tief eingeschnitten. Die vorderen Ecken werden mit der Schere leicht abgeknipst. Mit einer sehr flachen Polnischen Naht werden die Kanten dann ineinander verzahnt. Wichtig ist es, darauf zu achten, dass die Ecken der ineinander geschobenen Kanten jeweils gut gefasst werden.
In der Praxis wird die Polnische Zacke häufig mit der einfachen überwendlichen Naht ausgeführt. Geübte Näher schaffen es, sie mit der Pelznähmaschine zu nähen.
Marginalie
Im Kriegsjahr 1942 hielt man die Bezeichnungen „Polnische Naht“ und „Polnische Zackennaht“ aus rassenideologischen und politischen Gründen nicht mehr für angebracht, da „keine Notwendigkeit bestand, mit diesen Bezeichnungen bestimmter Näharten noch weiterhin eine gewisse Herausstellung irgendwelcher angeblicher polnischen Leistungen auf dem Gebiete des Kürschner-Handwerks zu verbinden“. Deshalb entschied der stellvertretende Reichsinnungsmeister des Kürschner-, Hut- und Handschuhmacherhandwerks nach einem in Zusammenarbeit mit der DAF eingereichten Vorschlag, „daß an die Stelle der Bezeichnung ‚Polnische Naht‘ - für ein abwechselnd überwendlich und Vorderstich-Nähen - der neue treffende Ausdruck ‚Wechselnaht‘ tritt, während der Name ‚Polnische Zackennaht‘ durch die fachlich einwandfreie ‚Kopf-Zackennaht‘ ersetzt wird.“
Die alten Bezeichnungen sind jedoch weiterhin in Gebrauch.

#### Französische Zackennaht
Wie die Polnische Zackennaht ist auch die Französische Zackennaht in diesem hier behandelten Sinn keine Hand- oder Maschinennaht, sondern eine spezielle Fellverbindung für gelockte Felle. Anders als bei anderen Zacken- oder Wellenformen entsteht beim Verbinden von zwei Fellen oder Fellbahnen nebeneinander hier kein Materialverlust. Die glattgeschnittenen Fellseiten werden dazu im Abstand von etwa drei bis fünf Zentimetern mit schrägen Einschnitten in einer Tiefe von 1 ½ cm ineinandergefügt. Die dabei entstehende Unebenheit verschwindet beim Zwecken. Diese, im Englischen „feather cut“ genannte Verbindung eignet sich auch gut zum Versetzen von zwei ungleich langen Fellen für einen gerundeten Schalkragen.

#### Stopfen
Kleine dünnledrige Breitschwanz- und Galjakfelle weisen gelegentlich größere Flächen auf, in denen viele Schnatten, beieinander liegen (Schnattenfelder). Schnatten oder auch Narbenbrüche nennt der Kürschner das strichweise Aufbrechen der Oberhaut (Epidermis) des Leders, ein Fehler, der beim Gerben oder beim Abstrecken des gegerbten Felles auftreten kann. Wenn es wirtschaftlich sinnvoll ist auch diese Felle zu verwerten, werden die Stellen mit einer kurzen, feinen Nähnadel gestopft. Mit Handnähten werden dabei die einzelnen Schnatten durch flache Stiche auf der Lederseite zusammengezogen, es liegt hierbei flächig Stich für Stich über- und nebeneinander. Auch einzelne Schnatten lassen sich auf diese Art am unauffälligsten reparieren.

#### Pelznähmaschinennähte

Ziegenfell-Applikation in Nerzfell, Pelznähmaschinennaht
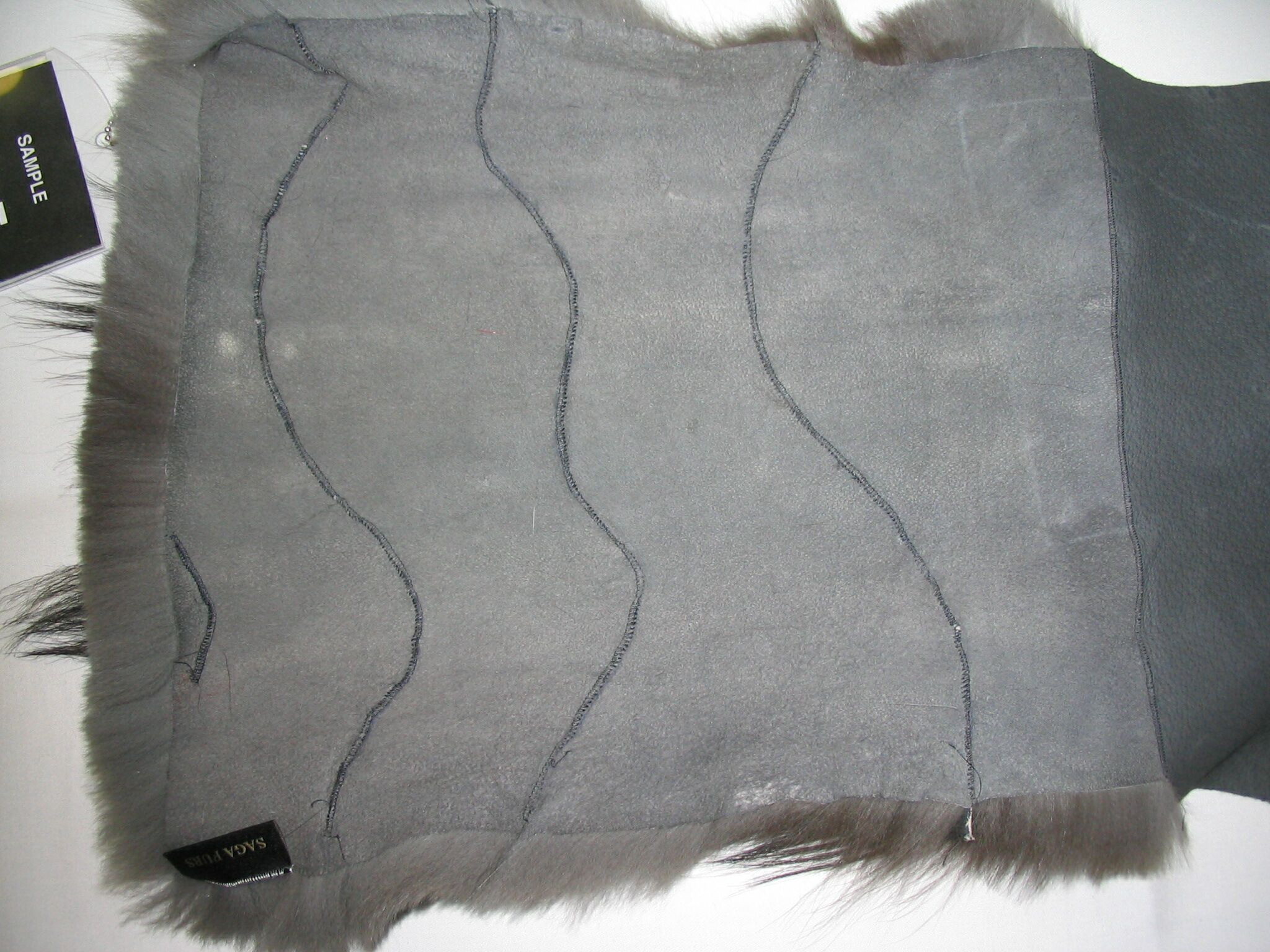
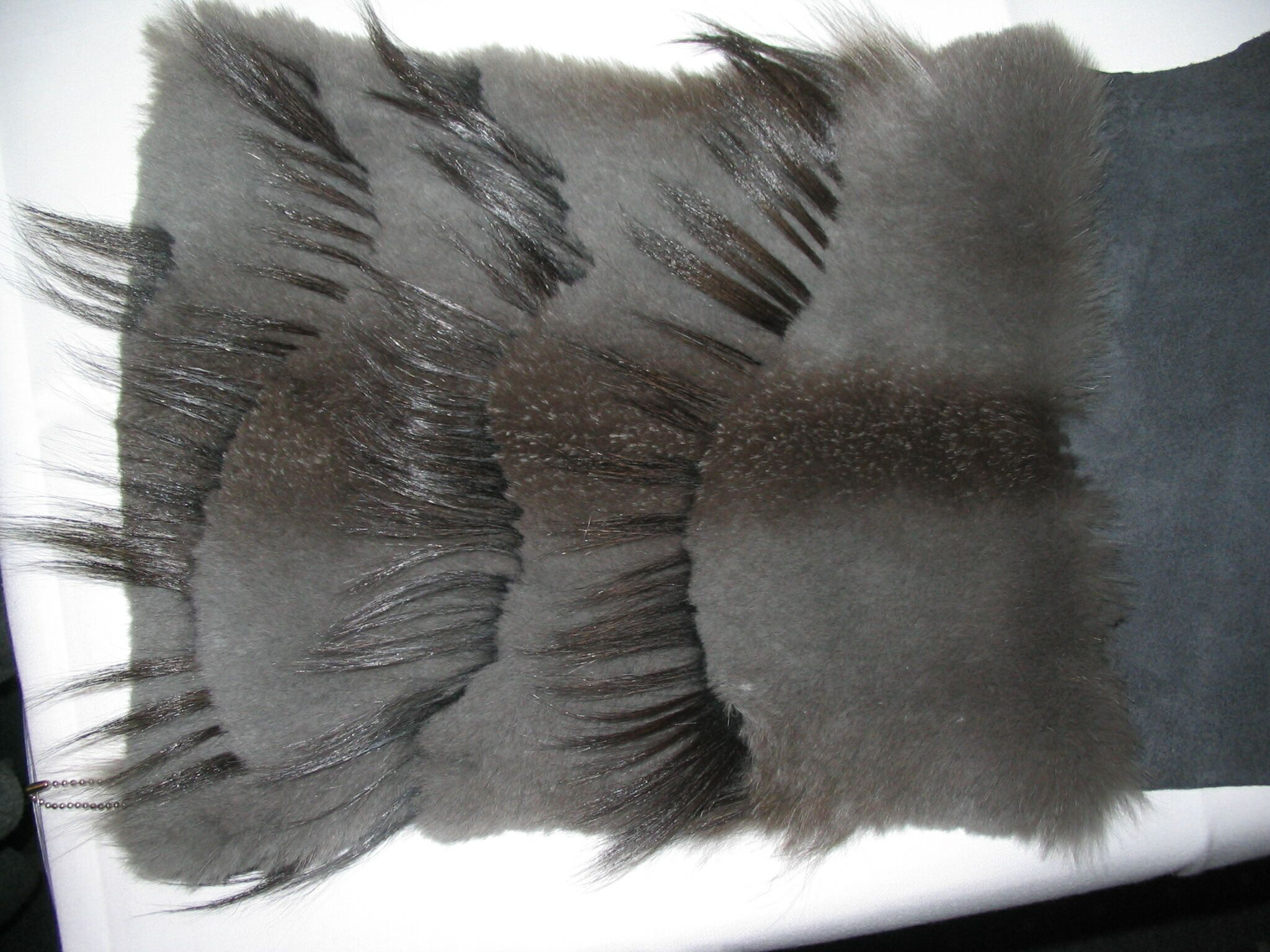

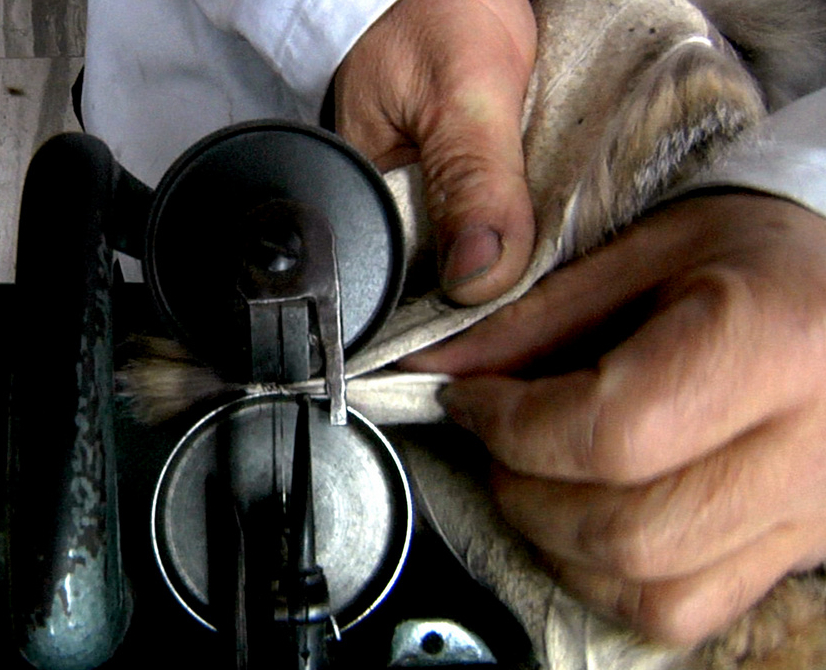
Griechischer Näher an einer Pelzmaschine mit Nahthöhenbegrenzung

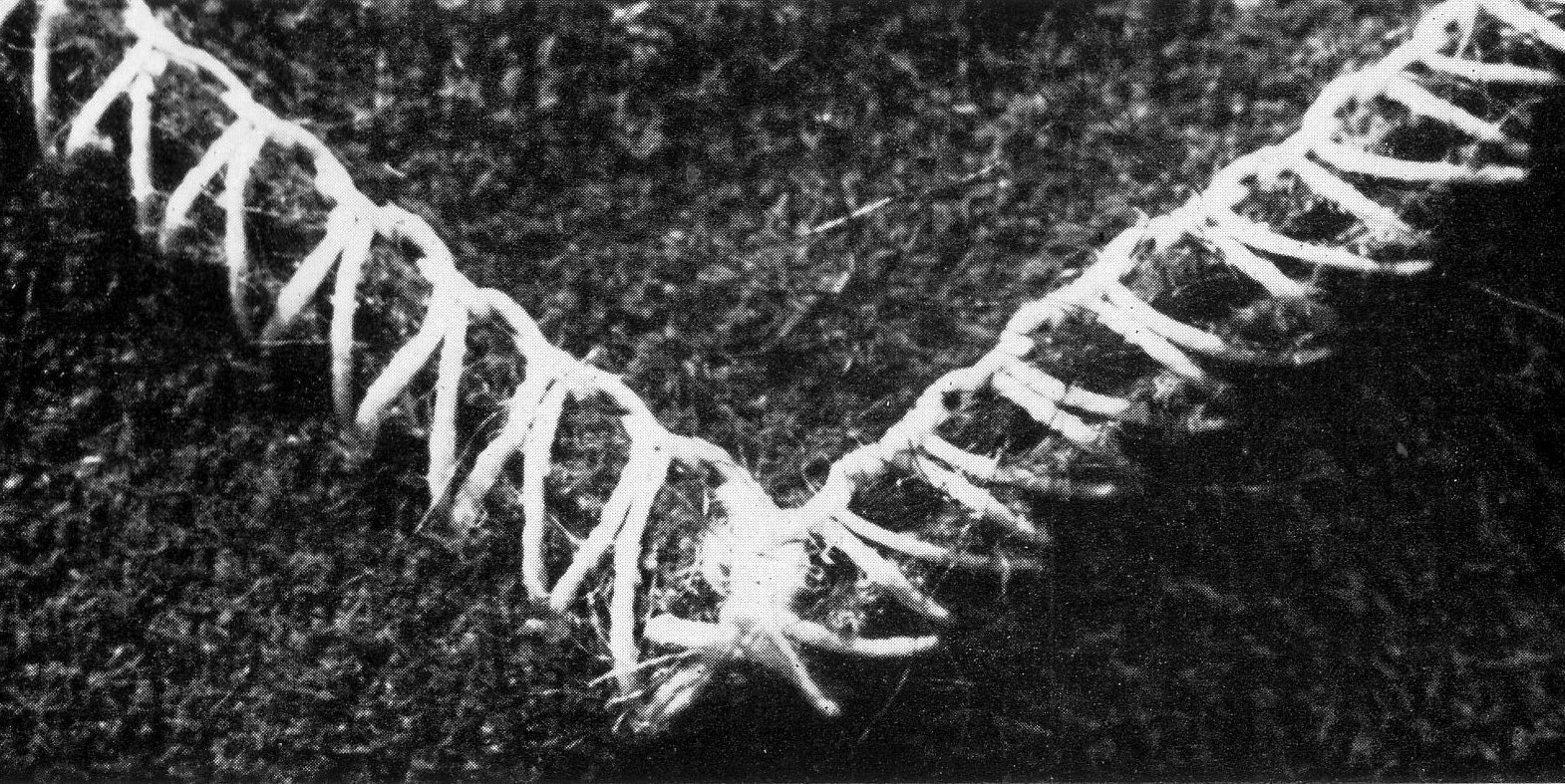
Pelznähmaschinen-Naht

Nähte mit der Pelznähmaschine werden fast ausschließlich von der Lederseite des Felles her ausgeführt. Lang- und weichhaariges Material wird hauptsächlich gegen den Haarschlag genäht, da sich das Haar so besser einstreichen lässt. Das gilt auch für gelocktes Haar, bei dem der Haarschlag nicht auf den ersten Blick erkennbar ist. Felle mit störrischem Haar werden dagegen in Richtung des Haarverlaufs genäht (Fohlen, Kalb, Rosshaut, Gazelle, Seehund).
Die in Mitteleuropa gebräuchliche Art, die Haare beim Nähen einzustreichen, erfolgte generell mit einem sogenannten Einstreicher. Griechische Pelznäher streichen weiche und glatthaarige Haare dagegen mit beiden Daumen und durch Pusten ein. Jede dieser Techniken erfordert eine völlig unterschiedliche Technik und Sitzhaltung des Nähers.
Zu Beginn des Nähens werden beide zu nähenden Kanten Haar auf Haar zwischen zwei Fingern zusammengelegt. Beim Nähen mit dem Einstreicher, meist eine Pinzette mit einem Dorn auf der Gegenseite, sitzt der Näher aufrecht vor der Maschine. Er streicht er die Haare nach unten ein, öffnet die Transportteller und klemmt die Fellteile durch Schließen der Teller fest. Hat die Maschine keine Nähunterstützungen wie Einstreichgebläse oder Nahthöhenbegrenzer, achtet er darauf, dass die Fellkanten etwa 1 Millimeter über die Teller hinausragen. Die Höhe des Einspannens ergibt die Dicke der Naht. Beim Nähen ohne eine der beiden Nähhilfen wird das Nähstück völlig waagerecht mit beiden Händen gehalten. Jetzt wird Stück um Stück genäht, die Nähstrecke wird durch die Länge bestimmt, in der der Näher die Haare mit dem Einstreicher einwandfrei nach unten befördern und festhalten kann. Manche Materialien lassen sich besser einstreichen als andere. Das perfekt zu beherrschen ist eine „Sache der Übung und der langjährigen Praxis“.
Die aus Griechenland zu uns gelangte Art des Pelzmaschinenähens für dafür geeignete Felle ist mehrfach schneller als die früher gebräuchliche, vor allem beim Nähen längerer Strecken (insbesondere beim Auslassen). Diese Art des Nähens wurde bedeutend vereinfacht durch die Einführung eines Gebläses und eines Nahthöhenbegrenzers, so sie denn in den Kürschnerbetrieben vorhanden sind und auch benutzt werden.
Der Näher sitzt hierfür links vor der Maschine. Meist ohne Hilfe eine Pinzette klemmt er die beiden Fellhälften ein und achtet dabei darauf, die Haare unterhalb der Fellkanten zu belassen. Mit beiden Daumen streicht er die Haare ein und durch das Gebläse oder durch beständiges Pusten hält er sie unten. Er ist nun bemüht, die Naht möglichst von Anfang bis Ende mit einem Mal, ohne abzusetzen, durchzunähen. Die körperliche Beanspruchung bei dieser Art des Nähens ist allerdings so hoch, dass in der griechischen Pelznäherstadt Kastoria diese, vergleichsweise gut bezahlte, Arbeit dort fast ausschließlich von jüngeren Nähern ausgeführt wird. Sie wechseln entweder später in die Sparte des schneidenden Kürschners oder geben die nur als zeitweiligen Job angenommene Arbeit ganz auf.

##### Rechts-Links-Naht
Bei langhaarigem Fell, das sich in der hinteren Kragennaht oder in der Schulter scheitelt, kann unter Umständen anstelle einer Polnischen Handnaht auch die weniger zeitaufwändige Rechts-Links-Maschinennaht eingesetzt werden. Zuerst werden mit fester Spannung die beiden Kanten von der Haarseite aus zusammengenäht und gut ausgerieben, die Naht darf aber nicht sperren. Anschließend wird das Teil auf der Lederseite ziemlich tief eingespannt und nochmals übernäht.

##### Verdichtungsnaht
Verdichtungsnähte werden bei schütterem Haar angewendet. Mit der Pelznähmaschine werden die dünnbehaarten Fellteile mit eng nebeneinander gelegten Nähten in der Fläche verkleinert, ohne zuvor das Leder einzuschneiden, und damit im Haar verdichtet. Sie kommen besonders bei Fuchsdiechen zum Einsatz, aber auch zum Verstärken des Effekts einer Polnischen Naht.

##### Verschiebenaht
Die Verschiebenaht bezeichnet keine Nahtart, sondern eine Arbeitstechnik, mit der ein Markieren von Quernähten verringert wird. Dabei werden quer zum Haarschlag gelegte gerade Nähte in kurzen Abständen durchschnitten und soweit in sich verschoben wieder zusammengenäht, dass ein abwechselndes Auf und Ab der Quernaht entsteht. Dies kann durch einfache parallele, rechtwinklig zur Naht gelegte Schnitte geschehen, die durch Dehnen und Einhalten der Maschinennaht abwechselnd auf- und abwärts verschoben werden. Die zweite Möglichkeit ist ein vielschenkliger Einlass-Schnitt, mit dem die dabei entstehenden spitzwinkligen Fellteile ineinander geschoben werden. Bei Haarlängen ähnlich dem Nerz ergibt ein Schnittabstand und ein Verschieben von jeweils etwa einem Zentimeter das beste Ergebnis.

##### Maschinengarne
Hauptsächlich verwendete Maschinennähgarne sind (Beispiel aus einer Detailkürschnerei):
- Baumwollgarn Stärke 140 (100 Prozent) für die Pelznähmaschine; Baumwolle nimmt die Lederfarbe gut an, wichtig bei ausgelassenen Fellen
- Synthetikgarn Stärke 120 für die Pelznähmaschine, unter anderem für Persianer und zum Zusammenstellen (Zusammennähen der Mantel- oder Jackenteile, Rumpf, Ärmel, Kragen usw.)
- Polyestergarn Stärke 60 für die Pelznähmaschine bei kräftigem Fell, insbesondere Lammfell (= Schaffell)
- Polyestergarn Stärke 80 für die Steppmaschine bei kräftigem Fell, insbesondere Lammfell (= Schaffell).[17]

### II. Verbindungsnähte Pelz/Stoff

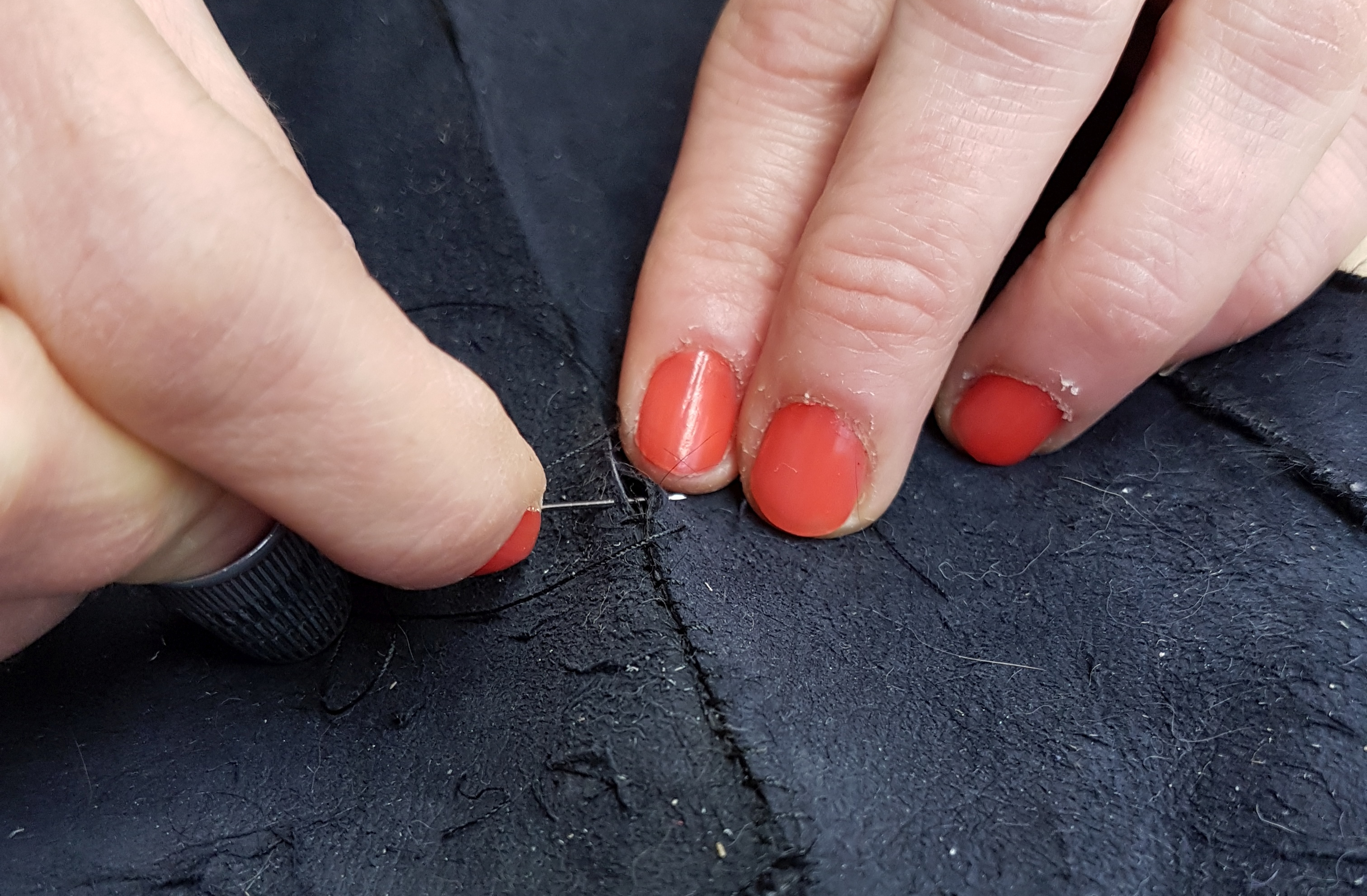
c
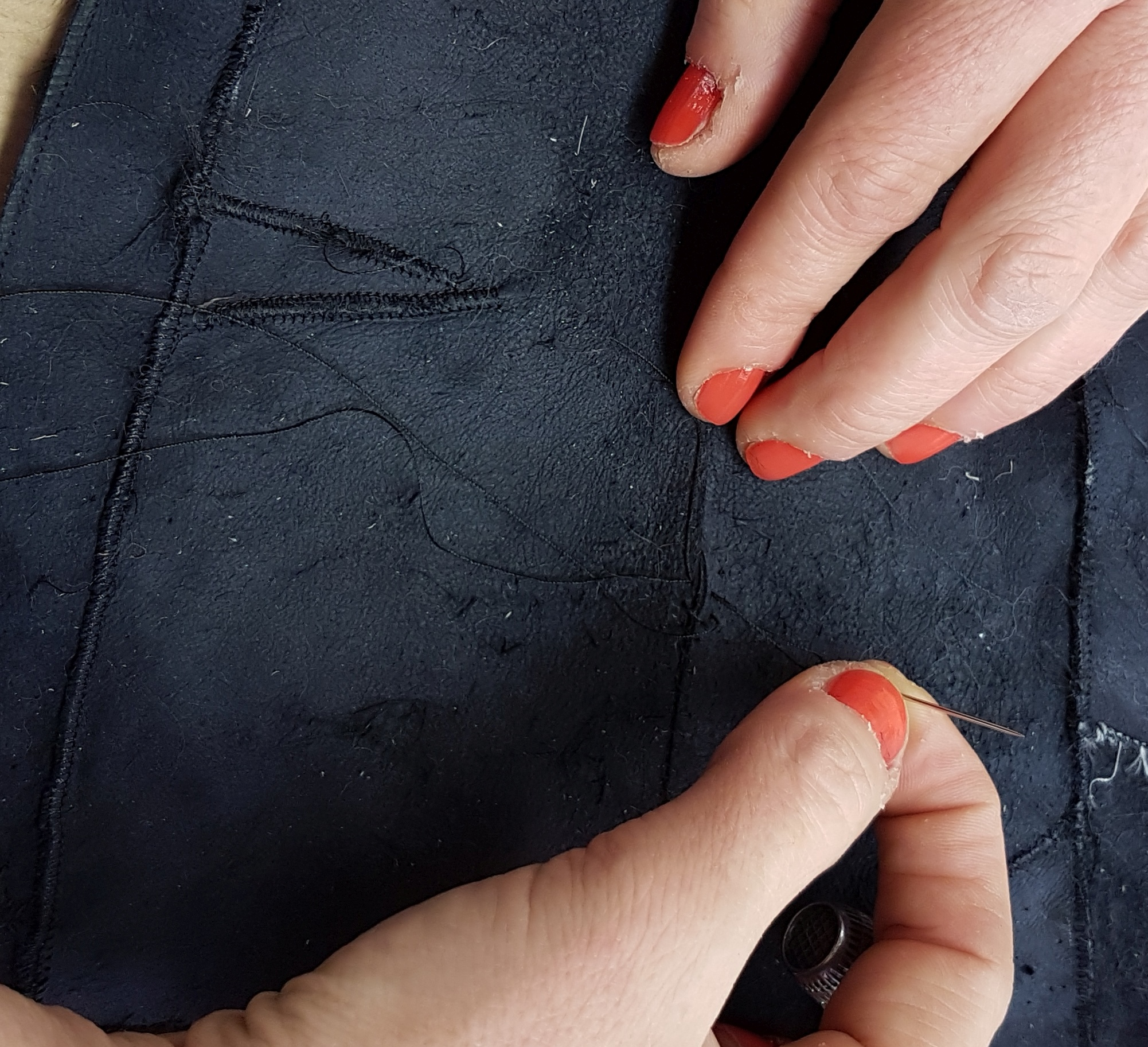
d

Bei vielen der Verbindungsnähte zwischen Stoff und Pelz ist es wichtig, dass das Fellleder nur flach angestochen wird, um ein Markieren auf der Haarseite zu vermeiden.
Der Flachstich setzt sich aus vier Stichelementen zusammen:

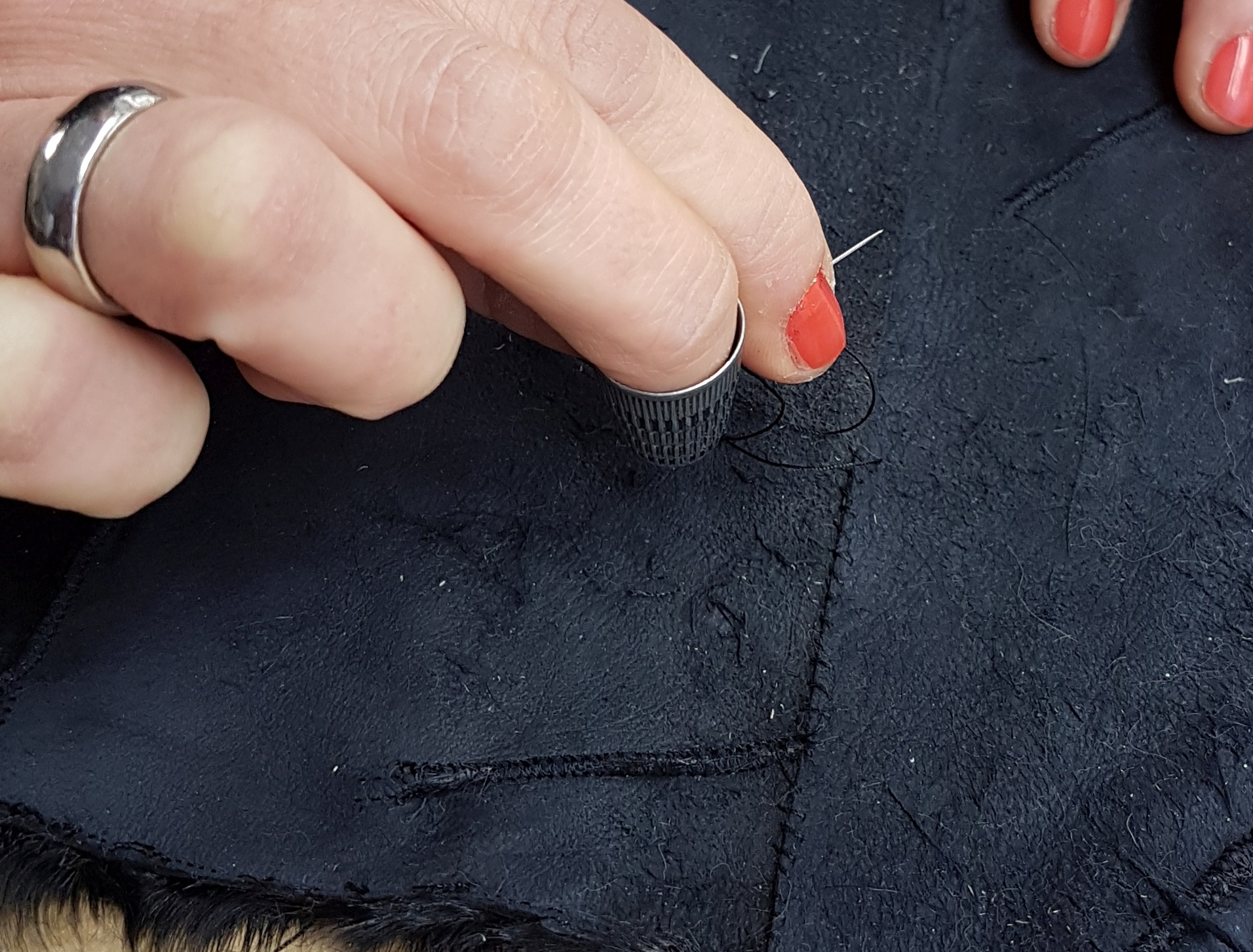
a
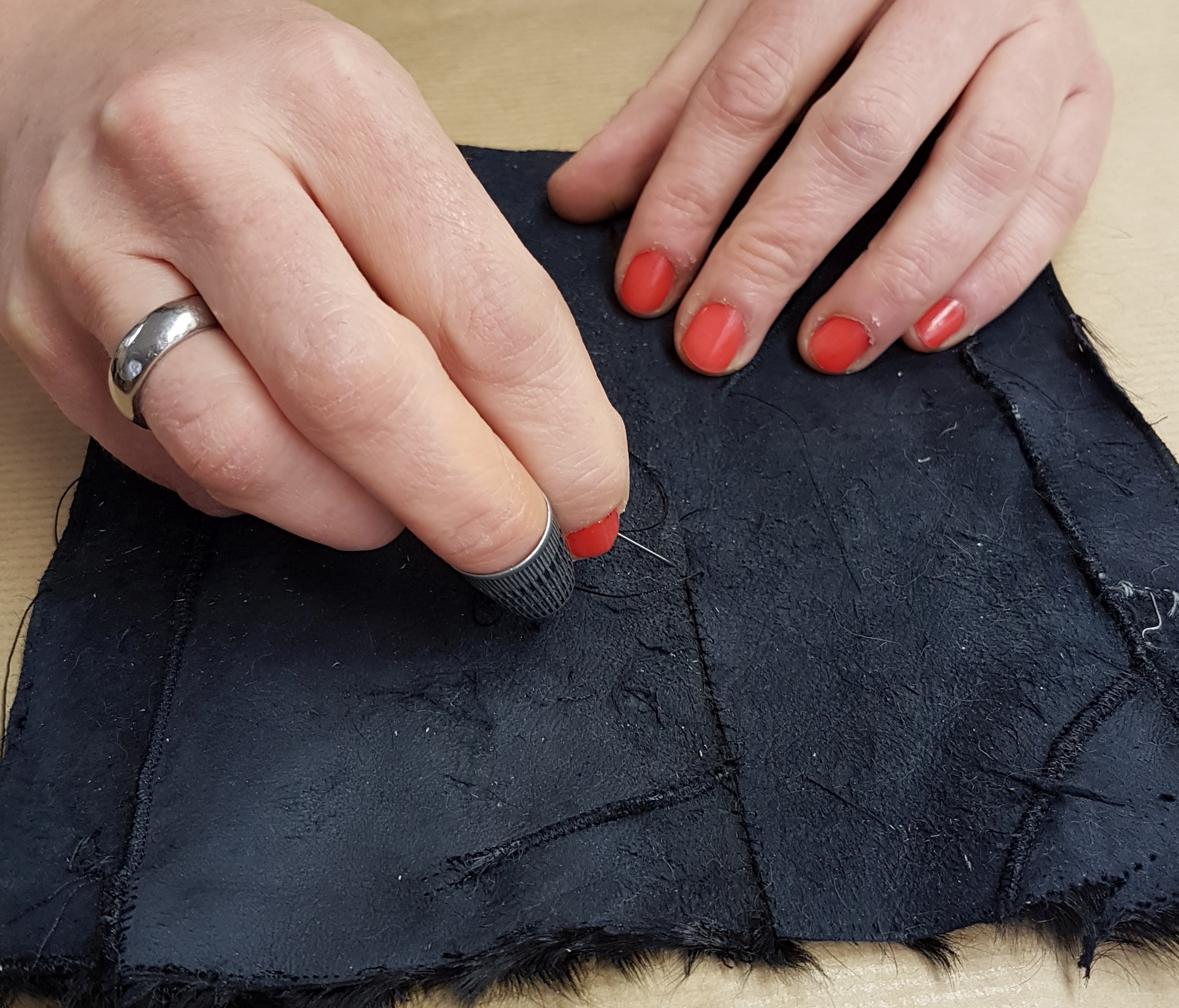
b

a) „Daumen und Zeigefinger der rechten Hand ergreifen wie üblich die Nadel. Sie wird im Öhr durch den mit Nähring versehenen Mittelfinger abgestützt. Die Lage der Nadel ist schräg, von oben rechts nach unten links.“
b) „Die linke Hand, vornehmlich Zeige- und Mittelfinger, liegt auf dem Werkstück (Lederseite) links neben der Einstichstelle und hält das Leder mit leichtem Druck fest. Jetzt sticht die Nadelspitze vorsichtig in die Lederhaut ein - ohne jedoch bis zur Oberhaut durchzudringen - und erfasst 2-3 mm des Leders.“
- c
- d

c) „Der Schaft der Nadel wird rechts etwas nach unten gesenkt und durch den auf dem Mittelfinger befindlichen Nähring nachgeschoben. Zu gleicher Zeit stützt sich die linke Hand mit verstärktem Druck auf das Leder, wodurch die Nadelspitze kurz vor der linken Hand aus der Lederhaut wieder aufkommt.“
d) „Die nachgreifende rechte Hand zieht die Nadel aus dem Leder und führt sie zum nächsten Stich über das Arbeitsstück weiter.“

#### Vernadeln

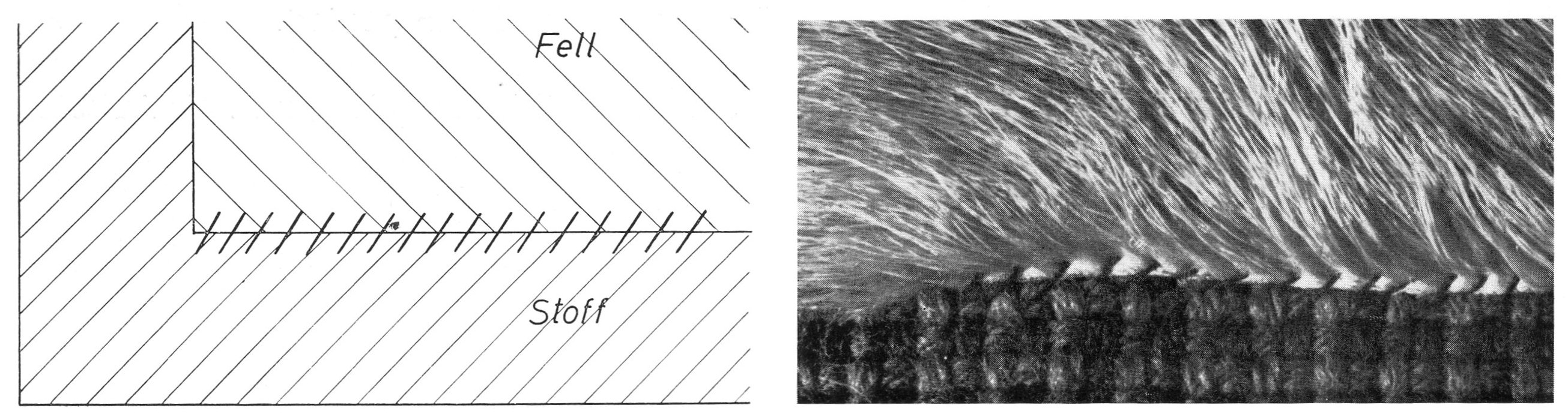
Vernadeln

Die unauffälligste Verbindung zwischen einem Fellinnenfutter und der Stoffhülle schafft die Verzugnaht. Um jedoch bei kräftigen Stoffen nicht noch eine zusätzliche dicke Wulst zu erhalten, kann man die Fellkante entweder offenkantig verziehen oder aber vernadeln, was vorwiegend gemacht wird. Das Vernadeln hat den Vorteil, dass eine sehr feste und dauerhafte Verbindung mit dem Bezug erzielt wird.
Bei dieser Arbeit liegt das Stück mit der Haarseite zum Näher gekehrt und die Kanten des Bezugs dahinter, also oben. Die Stichführung erfolgt beim rechtshändigen Nähen von rechts nach links. Man sticht die offene Kante des Leders von unten nach oben zur Haarseite an; dadurch kommt der Knoten unter die Naht. Jetzt wird der Faden gerade nach oben geführt, die Nadel sticht danach flach und leicht schräg in den Bezugstoff ein, ohne dabei hindurchzustechen. Der Faden muss gut, aber auch nicht zu straff angezogen werden. Die Stichlage muss in gleichmäßigem Abstand und Tiefe erfolgen. Wie beim Verziehen ist die Naht immer wieder mit einem Knoten vor einem längeren Aufgehen der Naht zu schützen.

#### Anschlagnaht

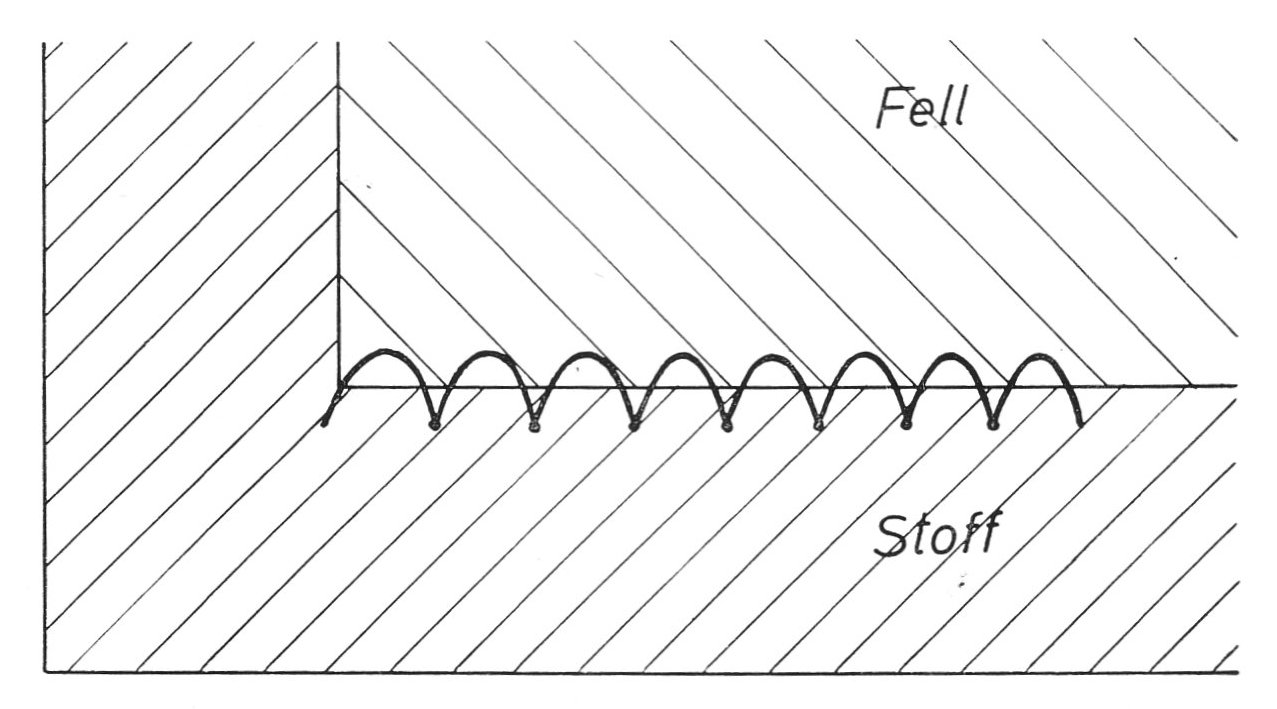
Anschlagnaht

Anschlagnähte verbinden Pelz mit Stoffen nicht in den Kanten, sondern innerhalb der Fläche, zum Beispiel in den Längsseiten und Ärmellöchern pelzgefütterter Mäntel und Jacken oder in Besätzen und Pelzdecken. Die Nähte sind weder auf der Stoffaußenseite noch auf der Fellseite sichtbar.
Das besondere Merkmal der Anschlagnaht liegt in der beim Einstich zu legenden Schlinge, die ein Verschieben der beiden Teile verhindert. Um die Schlinge zu bilden, muss der Faden beim Ausstechen vor der Nadel liegen. Anschlagnähte legt man immer auf die Stoffnähte, um ein Markieren im Stoff zu verhindern.
Angeschlagen werden vor allem die Fassonnähte; die Stichlänge beträgt etwa 3 bis 5 Zentimeter.

#### Verzugnaht

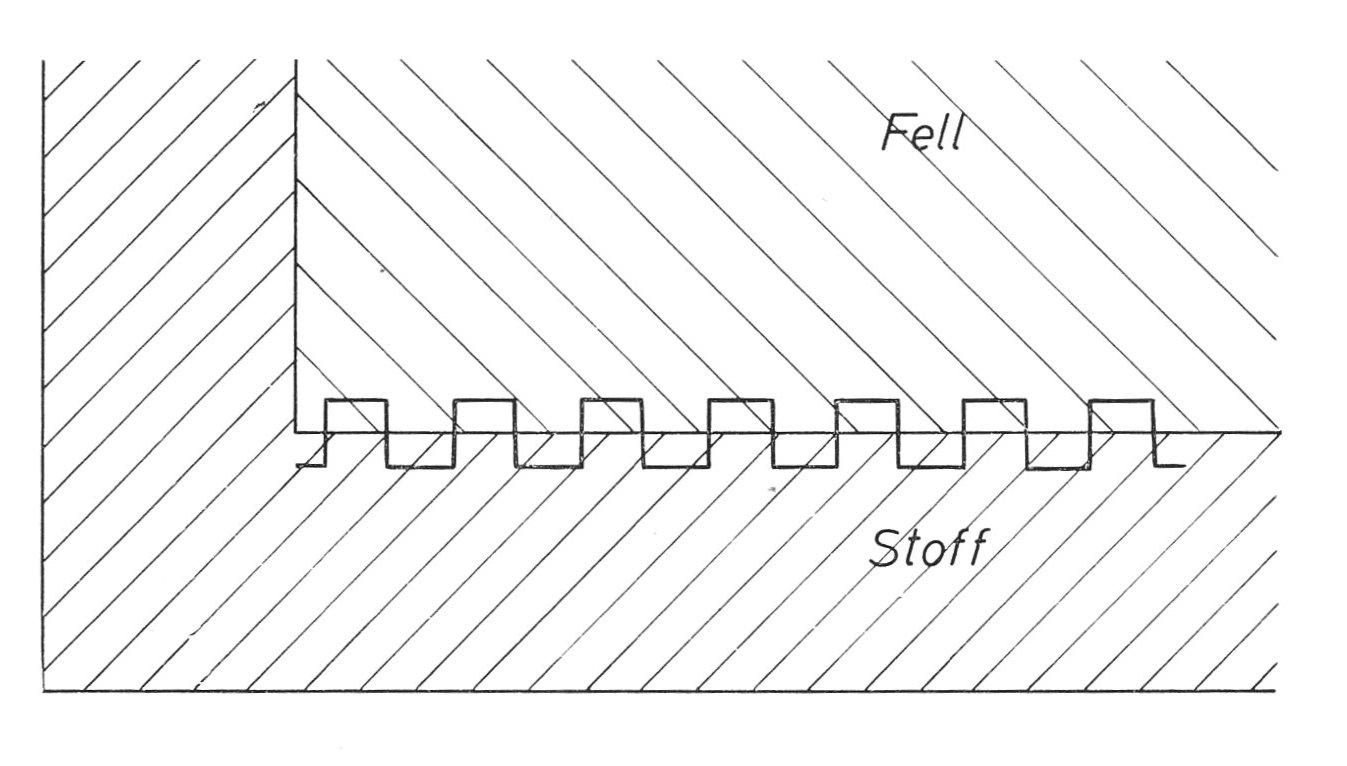
Verzugnaht

Eine der wichtigsten Handnäharten ist das Verziehen, in der Schneiderei ist sie als „Hohlheften“ bekannt. Vor allem wird das Verziehen zur Einarbeitung von Seiden- und Pelzfuttern verwendet; zwei Nahtteile sollen fest und unsichtbar miteinander verbunden werden. Ob nun Fell auf Stoff, Stoff auf Fell oder Seide auf Stoff verzogen wird, der Stich bleibt immer der gleiche. Beim Verziehen von Seide auf Fell oder auf Seide hat man es mit festgelegten Kanten zu tun, was die Arbeit vereinfacht. Beim Verziehen von Fell auf Seide oder Fell an Fell geschieht das Umlegen der Kante mit der Nadel. Im Gegensatz zu allen anderen Pelzhandnähten wird hier immer im Haar gearbeitet. Die Auswahl des Garnes richtet sich nach der Stärke und Empfindlichkeit des Felles, jedoch muss es sehr widerstandsfähig und gleitfähig sein, um ein festes Anziehen ohne Reißen des Fadens zu ermöglichen.
„Man sticht nun abwechselnd einmal das vordere und einmal das hintere Fellteil an, wobei sich der Faden locker über die Nahtstelle zieht. Um die Festigkeit des Fadens nicht unnötig zu belasten, drückt man nach höchstens 4-6 Stichen die noch offenen sichtbaren Lederkanten mit dem Daumen der linken Hand nach unten, streicht das Haar nach oben von der Naht weg und zieht den Faden straff an. Hat man die Stiche vollkommen gerade gegenübergelegt, wird die Naht fast unkenntlich sein. Bei leichter schräger Stichlage jedoch erhält man schon auffallende, sehr unschöne Zwischenräume in der Naht.“

#### Heftnaht

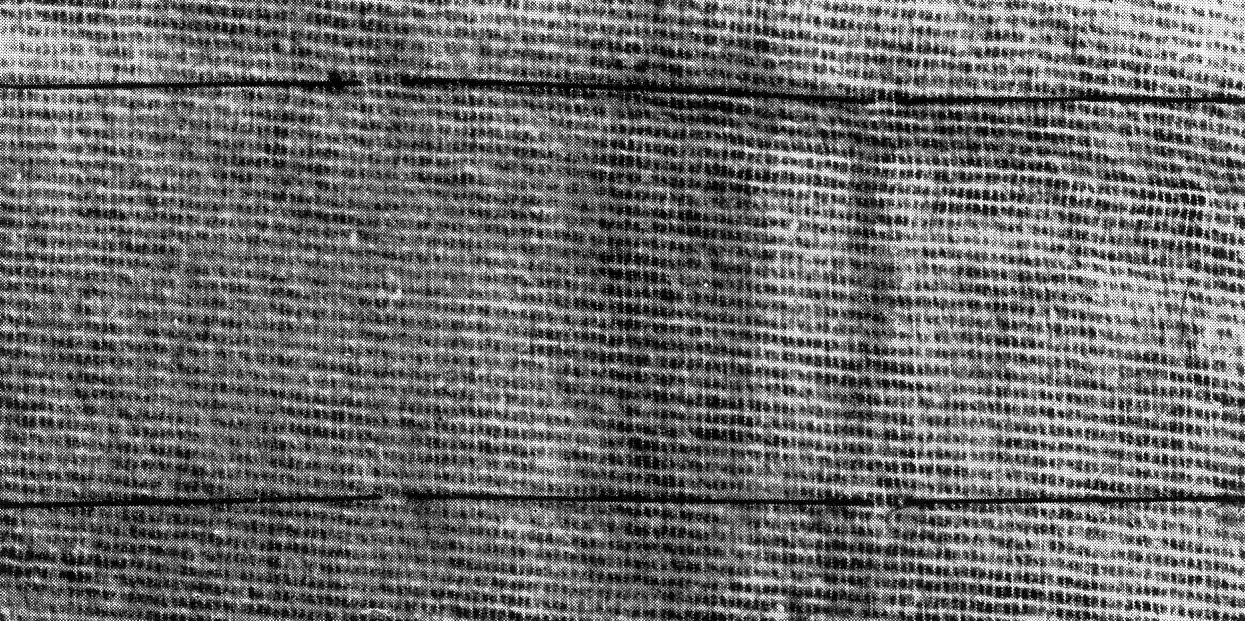
Heftnaht

Der Heftstich soll das anzubringende Material, beispielsweise eine wärmende Zwischeneinlage, nur halten, er hat keine das Kleidungsstück festigende Aufgabe. Darum ist es durchaus vertretbar, beim Aufheften von Watteline einen Stichabstand von 4 bis 6 Zentimeter und einen Reihenabstand von bis zu 8 Zentimeter zu wählen. Ansonsten gleicht der Beheftstich dem Pikierstich. Es ist allerdings sinnvoll, die Stichlage beim Beheften gegensätzlich zur Pikierung zu legen, da sie dann doch noch einen zusätzlichen Halt gibt.
Eine zweite Anwendung findet der Heftstich beim Pikieren von kurzen, in bewegten Linien verlaufenden Konturen.

#### Bändeln und Pikiernaht

##### Bändeln

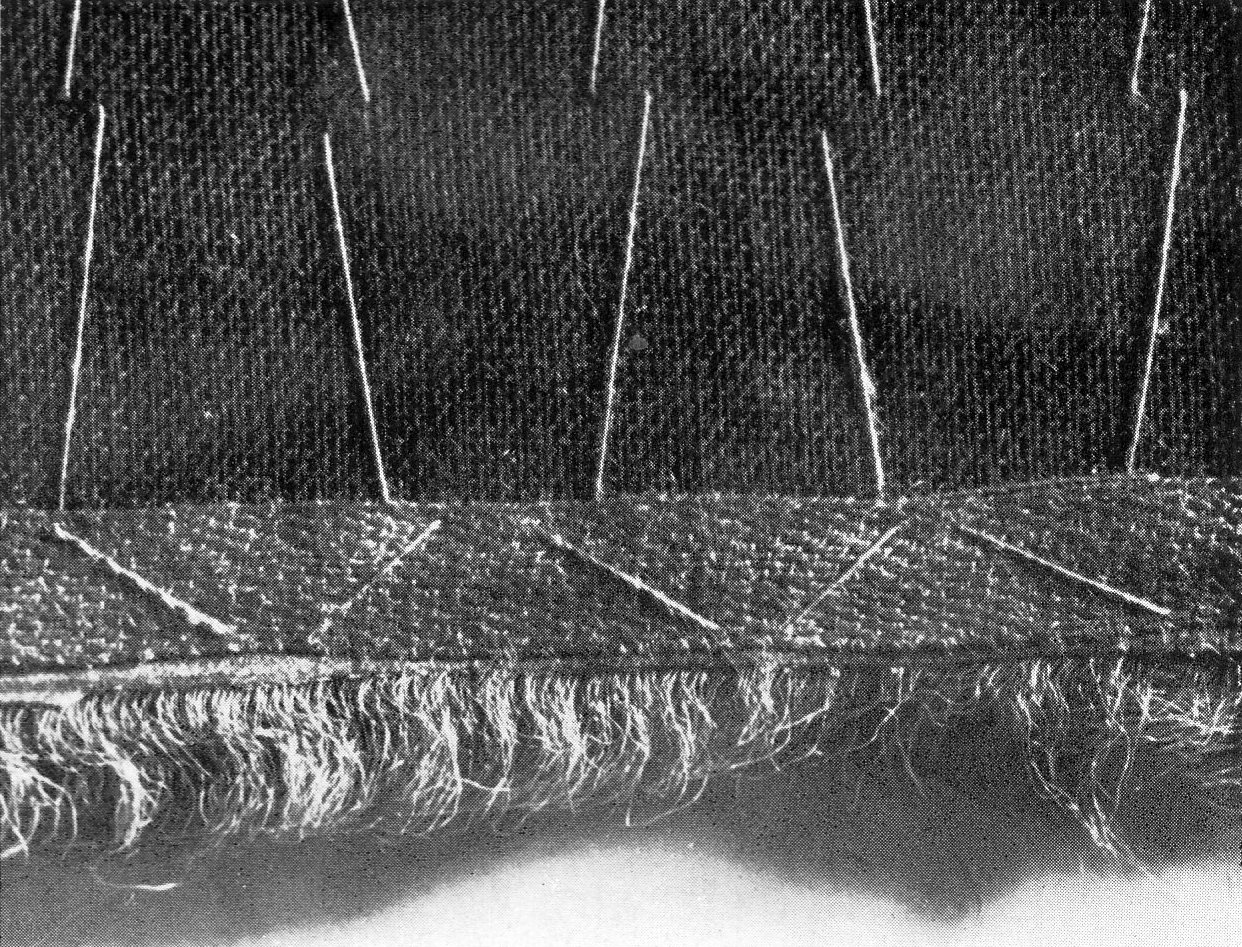
Pikiernaht und Bändeln

Das Bändeln (in Österreich: „Mit dem Bandel bandeln“) dient zur Sicherung der Fellkanten vor einem formverändernden Dehnen und einem Ausreißen des Pelzes. Das Pikieren übernimmt die gleichen Aufgaben für die restliche Fläche des Pelzteiles. An Kanten, die mit einem Saum versehen sind (kürschnerisch: Umbug), kommt es genau an die Saumkante, vor den umzubugenden Saum.
Das klassische Bändeln ist das Handbändeln, das Aufnähen des Bändelbands auf die Ränder des zugeschnittenen (abgeglichenen) Pelzes mit Nadel und Faden. Heute wird in der industriellen Fertigung nur, in der Detailkürschnerei sehr überwiegend mit dem wesentlich schneller zu verarbeitenden Klebebändelband gearbeitet. Die Firma Strobel hat außerdem eine Blindstichbändelmaschine entwickelt, die nur wenig in Gebrauch zu sein scheint.
Werden für das Fixieren nicht dehnbare Materialien verwendet, kann dort auf das Bändeln verzichtet werden.
Beim Bändeln mit der Hand wird das Bändelband, ein Leinenband, einen Millimeter hinter der Kante aufgenäht, wenn ein Mitfassen mit der Pelzmaschinennaht verhindert werden soll.
Die drei häufigsten Bändelarten sind:
1. Bändeln mit Zickzackstich
Beim bekanntesten und gebräuchlichsten Bändelstich, dem Zickzackstich, wird der Faden einem waagerecht gestochenen Flachstich in einer Zickzacklinie über das Bändelband gelegt. Das Bändelband wird bei der Rechtshänderin von der rechts befindlichen Bändelbandrolle kommend mit der linken Hand gerade gerichtet. Der Stich erfolgt von rechts nach links und wird auch in dieser Richtung fortgeführt.
2. Bändeln mit Hexenstich
Beim Hexenstich erfolgt der flach gehaltene Einstich ebenfalls waagerecht von rechts nach links. Das Band muss jedoch von links nach rechts weitergeführt werden. Auch die Weiterführung des Fadens erfolgt von links nach rechts, wodurch der Faden verschränkt wird. Die Stichart hat den Vorteil, dass bei einem späteren Reißen des Fadens sich die Naht nur langsam und nur auf kurze Strecke auftrennen wird. Die etwas ungewöhnliche Naht, vor allem durch den Nahtverlauf von links nach rechts, wird seltener angewendet.
3. Bändeln mit Rückstichen
Das ebenfalls seltener angewandte Bändeln mit Rückstichen „erfordert besondere Vorsicht und einiges Können, da hier der Flachstich senkrecht geführt wird und sich mehr als nur 3 mm in der Lederhaut bewegen muss. Der senkrechte Stich wird vor der Weiterführung des Fadens noch einmal wiederholt“. Es ergibt sich im Wechsel ein leicht schräger und ein senkrechter Stich.
Dadurch, dass dieser Stich sehr kurz ist und durch die doppelte Lage der Stiche ist das Bändelband besonders gut gesichert. Der Stich, der ein Ausdehnen des Leders besonders gut verhindert, wird bevorzugt an besonders beanspruchten Stellen des Pelzes angesetzt, bei den leicht sich ausdehnenden und dann den Sitz beeinträchtigen Halslöchern von Jacken und Mänteln, aber auch bei den Handlöchern von Muffen.

##### Pikieren

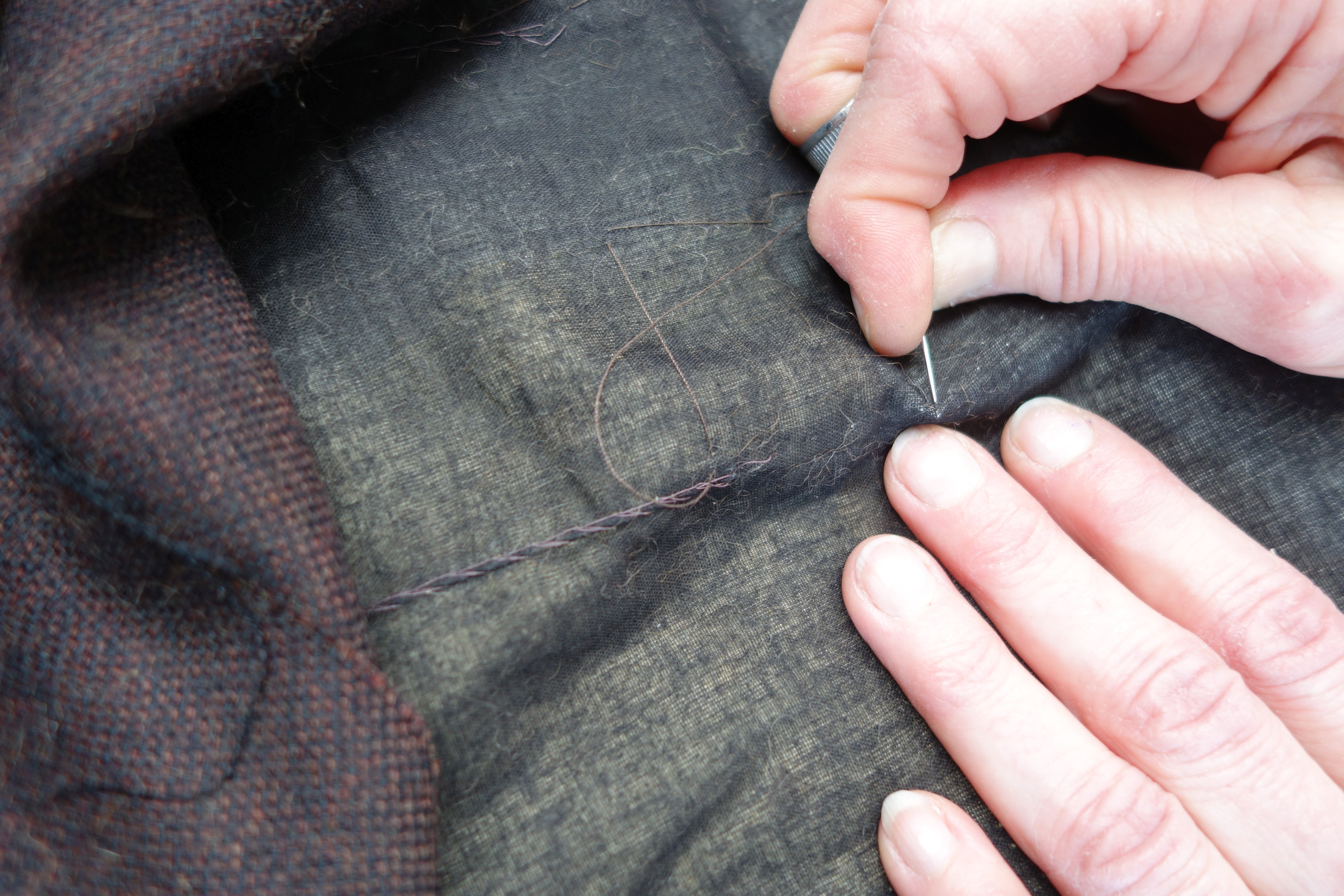
Handpikieren, links davon eine Maschinen-Pikiernaht

Es gibt Teil- und Vollpikierungen. Ob und wie viel pikiert wird, wird von der Stabilität des Leders bestimmt. Um ein Verziehen des leinenbindigen Pikierstoffes zu verhindern, ist beim Zuschneiden auf einen fadengeraden Verlauf an den Vorderkanten und in der Rückenmitte zu achten. Zusätzlich zum Pikierstoff werden meist in den Vorderkanten, in den Pelzvorderteilen oben und auf dem Unterkragen stabilisierende Materialien aufgenäht (pikiert) oder aufgebügelt (fixiert), wie da sind Steifleinen, Rosshaar oder Vliesstoffe.
Der Pikierstoff wird vor dem Pikieren mit Stecknadeln auf dem Werkstück befestigt. Wie beim Bändeln wird der Flachstich angewendet, nur in einer etwas anderen Fadenführung.
Es „erfolgt der erste Einstich von rechts nach links, wobei Zeige- und Mittelfinger der linken Hand den Gegendruck geben. Der nachgezogene Faden wird leicht schräg nach unten geführt, wonach wiederum der Einstich von rechts nach links erfolgt.“
„Die Einstichstellen und die Ausstichstellen müssen genau untereinander liegen und der Faden das Werkstück glatt, jedoch nicht zu straff überspannen. Der Abstand zwischen den einzelnen Stichen beträgt je nach der Empfindlichkeit des Leders 1-3 Zentimeter. […] Die zweite Stichreihe wird in einem Abstand von 1-2 ½ cm neben die erste Reihe gelegt. Um einen fließenden Arbeitsablauf zu haben, beginnt man mit der zweiten Reihe nicht oben an dem Werkstück, sondern führt die Pikierung von unten herauf. Dabei braucht die Lage des Stückes nicht verändert zu werden. […] Man kann außer der eben beschriebenen Arbeitsweise mit senkrechter Stichlage, wobei der Einstich im rechten Winkel zum Haarschlag steht, auch noch eine zweite Pikierart wählen. Diese ist im Prinzip die gleiche, nur verläuft hierbei die Schlinge waagerecht und der Einstich senkrecht zum Haarschlag. Die Vorzüge und Mängel dieser beiden Stichlagen heben sich gegenseitig auf.“
Falls nicht besondere, für das spezielle Pelzteil erwünschte Eigenschaften dagegensprechen, sollten bei normal starken Fellledern als Minimum der Unterkragen und die Vorderkanten zusätzlich zum Bändeln mit einer versteifenden Einlage pikiert werden sowie die Tascheneinschnitte, um sie besonders vor einem Ausreißen zu sichern.

#### Beriemeln
Als Beriemeln oder auch Beriemen wird, hauptsächlich wohl in der Gegend um Leipzig, das Verdecken der Nähte von Velourslamm-, Nappalanlamm- beziehungsweise Nacktpelzen genannt. Größere Abnäher, hauptsächlich aber Seiten- und Schulternähte werden an mit dem Leder nach außen zu tragenden Pelzen häufig mit einem Lederband überdeckt, um die Haltbarkeit zu verstärken und um ihnen ein besseres Aussehen zu geben. Das meist etwa zwei Zentimeter breite Band aus Schweins- oder Veloursleder besitzt eine glatte und eine raue Seite, wobei die glatte Seite in normalerweise nach außen genommen wird. In der Regel wird es heute wohl aufgesteppt; 1961 schrieb die Staffiermeisterin: „Die zu beriemelnde Naht muss gutgefasst, aber möglichst flach genäht sein, damit sie sich leicht ausstreichen lässt. Das Lederband wird mit der rechten Seite zur Sicht so über die Naht gelegt, dass es an beiden Seiten möglichst in gleicher Breite übersteht. Danach näht man beide Bandkanten auf dem Leder des Werkstückes mit einer flachen, blinden Naht fest“.

### III. Ausfertigen
Die Innenausfertigung stellt innerhalb der Kürschnerei einen fast selbständigen Zweig der Verarbeitung dar. Sie soll
1. dem Arbeitsstück einen festen Halt geben
2. die Form erhalten und betonen
3. die wärmenden Eigenschaften des Pelzes verstärken
4. mit der Fütterung durch Seide die Arbeit verschönernd abschließen.

#### Zuschnitt, Beheften (Aufnähen), Pikieren, Fixieren

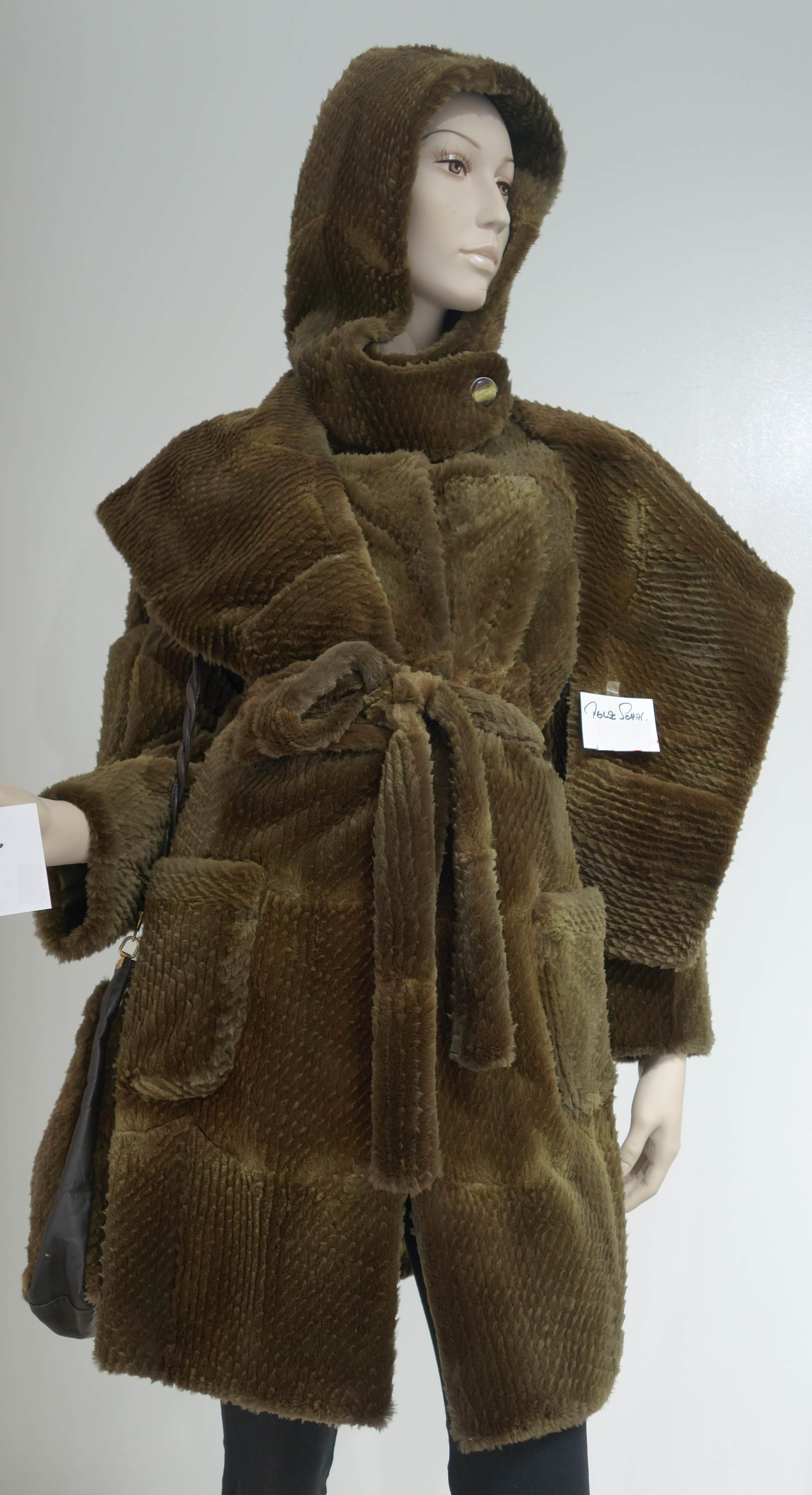
Bisamwammenmantel, gefärbt, Rillenschur (2014)

Auf Revers, Unterkragen und die Vorderkanten werden die entsprechend dem Schnittmuster zugeschnittenen versteifenden Einlagen durch Pikieren aufgebracht. Auf größeren Bekleidungsstücken oder auf Decken können leinenbindige Stoffe aufpikiert werden, um ein Reißen oder Ausdehnen des Leders möglichst zu verhindern. Zusätzlich können wärmende Stoffe aufgeheftet werden. Anstelle des Aufpikierens oder Aufheftens können die Innenzutaten eventuell auch durch Hitze auffixiert werden.
Durch Pikieren, auch Beheften genannt, soll das bei der Pelzgerbung bewusst zügig belassene Leder vor dem Ausdehnen beim Gebrauch des Bekleidungsstücks geschützt werden. Außerdem verringert der aufgebrachte Stoff, insbesondere bei altem oder empfindlichen Leder, die Gefahr des Reißens der Felle, besonders sind die Nahtstellen gefährdet. Ebenfalls durch Pikieren kann, gegebenenfalls über dem Pikierstoff, meist in einem weiteren Arbeitsgang ein zusätzlich wärmender Stoff wie Watteline, Daunenvlies oder andere moderne Synthetics aufgebracht werden.
Durch Reißen gefährdete leichtledrige Pelzarten sind beispielsweise Feh, Galjak-Breitschwanz oder Hamster. Leicht dehnen sich unter anderem Nerz, Breitschwanz, Persianer und Nutria aus. Eventuell morsch im Leder oder gefährdet sind umgearbeitete alte Pelze oder Teile aus Fellstücken.
Rumpf und Ärmel können ganz- oder teilflächig mit speziellen Pikierstoffen, Nessel oder Batist, belegt werden. Auf die Vorderkanten, die Revers und den Unterkragen werden festere oder formende Stoffe wie Leinen oder Rosshaar pikiert. Alle hierfür verwendeten Zutaten haben eine Leinwandbindung, da sie die geringste Dehnung aller Bindungsarten aufweist.
Bis etwa in die 70er Jahre wurden Pelze, bis auf kräftige Fellarten wie Kalbfelle oder Rosshäute, eigentlich immer ganzflächig oder zumindest von oben bis unter das Gesäß pikiert. Inzwischen hat sich der Schwerpunkt mehr auf eine größtmögliche Gewichtsverminderung verlagert. Heute belegt der mitteleuropäische Kürschner meist nur noch die Kanten, den Kragen und besonders beanspruchte oder gefährdete Teile sowie, wenn als notwendig eingeschätzt, umgearbeitete Pelze.
Die Zwischenzutaten werden möglichst mit der Pikiermaschine aufgebracht. Sehr feine oder empfindliche Leder lassen sich damit nicht pikieren, hier besteht die Gefahr, dass die Nadel den Faden bis auf die Haarseite durchzieht oder dass das Leder einreißt anstelle sich um die Nadel zu dehnen, was den Zweck einer größeren Lederhaltbarkeit zunichtemachen würde.

#### Zusammenstellen
Die Einzelteile des Pelzes, Rumpf, Ärmel, Kragen, Manschetten, Taschen usw. werden mit der Pelznähmaschine zusammengenäht und mit dem warmen Bügeleisen oder durch das Ausrollen mit einem Nahtroller abgeflacht.

#### Versäubern, Umbugen

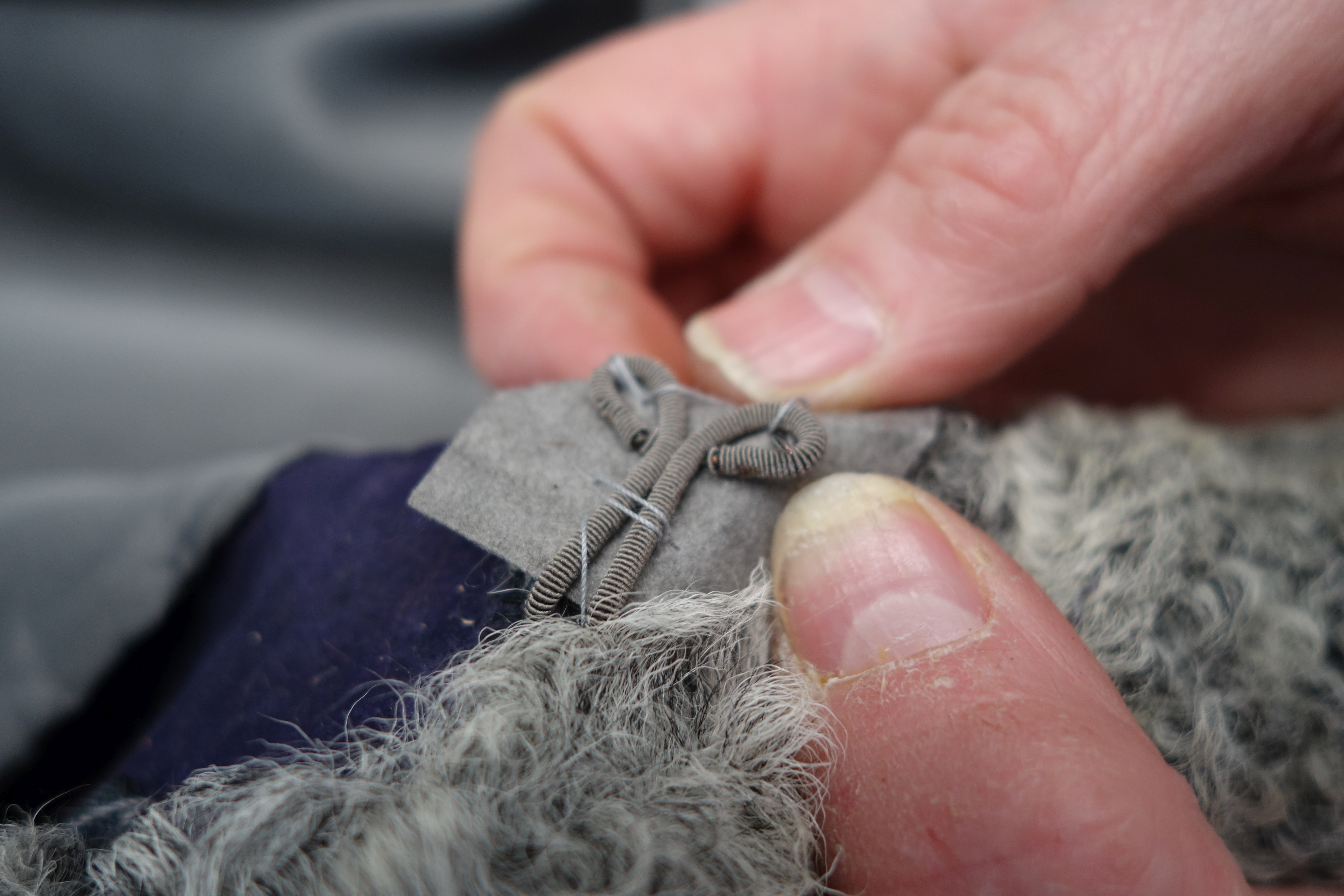
Einnähen des Revershakens

Die noch losen Kanten des Pikierstoffes und der Wattierung werden über den Fassonnähten mit einem einfachen Flachstich hinter der Naht festgestochen, entweder mit einem einfachen, schräggelegten Pikierstich oder dem reißfesteren, weitgestochenen Hexenstich.
Die mit Stecknadeln umgesteckten Saumkanten (der Umbug) werden zur Anprobe geheftet, ansonsten festgenäht.
Säume von nicht mehr als 2 bis 3 Zentimeter Breite lassen sich mit Umbugstichen ausreichend gut befestigen. Breitere Säume müssen, etwa 3 Zentimeter hinter der Kante, mit einer zusätzlichen Anschlagnaht gehalten werden. Für das Festnähen der Umbugkante kommen verschiedene Sticharten infrage:
ein waagerechter Ausstich mit einem schrägen Ausstich
das Gegenstück zu vorhergehendem Stich, schräger Ausstich, waagerechter Flachstich
ein Umbugstich, der sich aus zwei schräggelegten Stichen zusammensetzt
ein Stich in Zickzackform, bei dem der schräge Stich noch durch einen waagerechten Nachstich gehalten wird. Dies ergibt einen besonders festen und gesicherten Umbugstich.
Gegebenenfalls werden die Schulterpolster eingenäht und die Taschen angeschlagen, eventuell die Taschenbeutel festgestochen. Handelt es sich nicht um eine Maßanfertigung mit Anprobe, werden außerdem die Verschlüsse eingenäht (Knöpfe oder Klipse, siehe dazu → Keskari).

#### Füttern (staffieren)

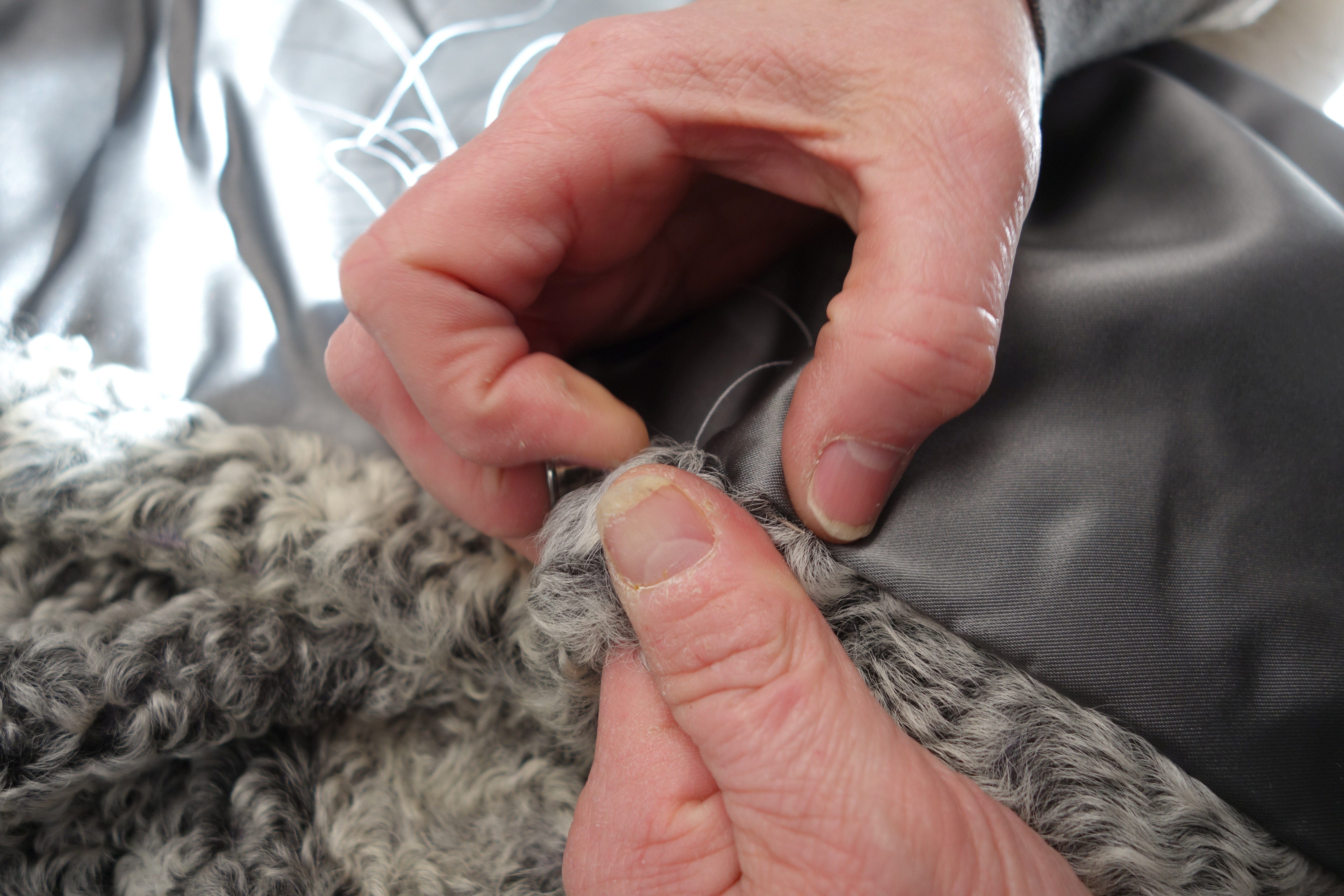
Staffiernaht

War das Futter Ende des 19. Jahrhunderts, beim Aufkommen der mit dem Haar nach außen getragenen Pelze noch recht schlicht, entwickelte es sich vor allem in den 1920er und 1930er Jahren zu einer wirklichen Meisterhaftigkeit: „Der Phantasie der Staffiererin wurde weiter Spielraum gelassen. Die großzügige Auswahl des Futtermaterials, Seiden, Tafte und Brokate, die vielseitige Technik der Verarbeitung, Stickereien, Wattestepperei, Durchbrucharbeiten, Flechtarbeiten und die vielen verschiedenen Arten von Paspelierungen und Rüschen ließen wahre Kunstwerke entstehen“. Diese aufwändige Ausstattung verlor sich bis in die Zeit um den Zweiten Weltkrieg immer mehr. Mit der Verwendung leichter, bedruckter Synthetics als Pelzfutter wurde, beginnend in den 1980er Jahren, auch die Weberei von speziellen Pelzseiden nach und nach fast ganz eingestellt.
Das abschließende, die Innenverarbeitung und das Fellleder verdeckende Futter wird von Hand eingenäht, nur in wenigen Betrieben wird dafür eine Staffiermaschine benutzt. Es kann ganz mit der Schneidernähmaschine zusammengenäht sein oder aber es werden die Schultern und die Ärmellöcher von Hand staffiert.
Vor dem Füttern mit einem Verzugstich wird das Futter mit Stecknadeln passgenau aber mit etwas Spiel eingesteckt. Die Seitennähte werden bei handwerklicher Verarbeitung locker angeschlagen. Bei der sogenannten „amerikanischen Fütterung“ bleibt das Futter unten offen; es wird nur umgenäht und mit einigen Stielstichen etwas gehalten.
Das Füttern ergänzende Näharbeiten können unter anderem sein: Aufhänger (Henkel), Paspelierungen, Innentaschen (eventuell mit Zierstichen oder Fältelungen), Windfänge, Knopfleisten, Innenverschlüsse (Knopflaschen), Monogramme und Firmeneinnähetiketten.

##### Nähmaschinennähte

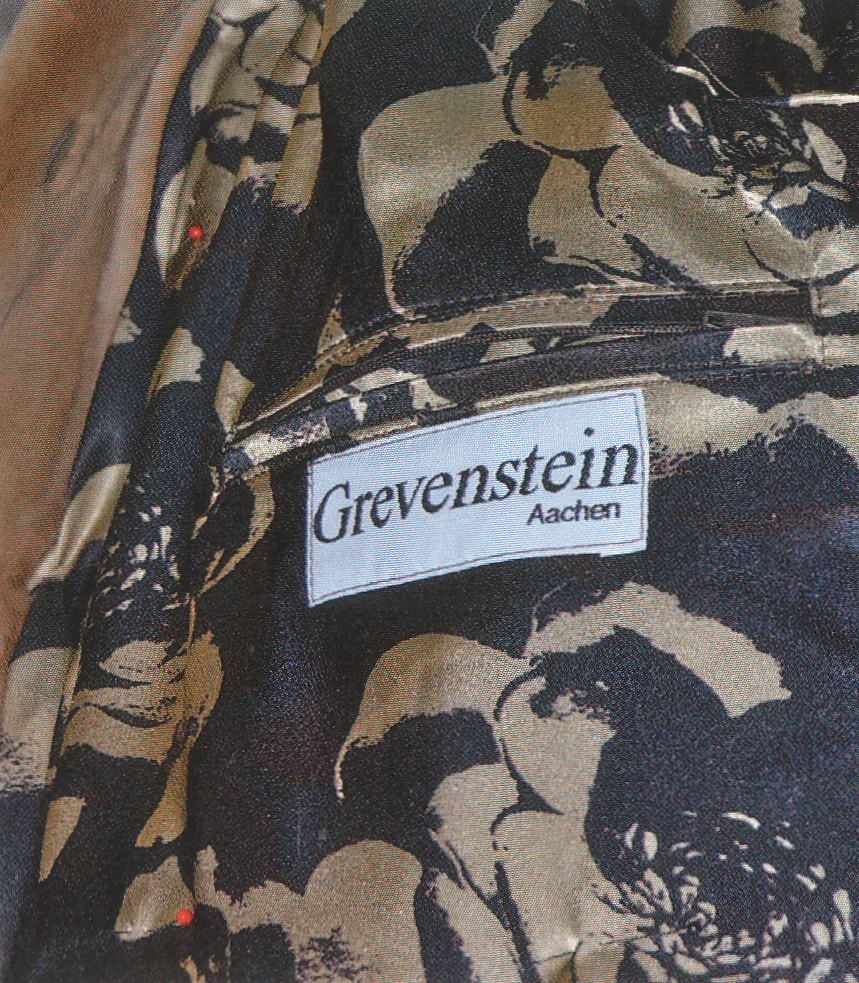
Reißverschluss-Innentasche und Webetikett mit Firmenschriftzug

Ein wesentliches Handwerkszeug ist nicht nur in der Schneiderei, sondern auch in der Kürschnerei, die einfache Nähmaschine, entweder in der Ausführung einer Haushaltsnähmaschine, die in ihrer modernen Ausführung jedoch bereits viele Näh- und Stickarbeiten beherrscht; oder robustere Industrienähmaschinen und Ledersteppmaschinen. Für das Nähen von Fell sind sie für fast alle anfallenden Arbeiten ungeeignet, da sie die Haare unschön mitfassen.
Die Hauptverwendungen dieser Maschinen in der Kürschnerei sind das Zusammenstellen des Seidenfutters, die Anfertigung von Stoff- und Lederhüllen für Pelzfutter, das Nähen von Stoff- und Lederbekleidung oder Stoff- und Lederelementen in Pelzbekleidung, und in der Maßkürschnerei das Nähen von Anprobiermodellen (Nesselschnitte).

##### Zierstiche
Zierstiche wurden einmal in weit größerem Maße zum Ausschmücken der Innenverarbeitung eingesetzt. Es sind Sticharten, wie sie meist in gleicher Form in der Schneiderei oder beim Sticken angewendet werden.
Sie lassen sich in schmale, gewissermaßen in einer Nahtlinie verlaufende und in weitgestochene, über zwei oder gar drei Nahtlinien gelegte, unterteilen. Die schmaleren Sticharten sind: Steppstich, Stielstich, Kettelstich und Knötchenstich; die breiteren: Hexenstich, Fischgrätenstich, Bäumchenstich und doppelter Bäumchenstich. Als Garn wurde früher gern auch Kordonnetseide genommen, ein mehrstufiger Zwirn mit schnurartigem Charakter, heute die etwas unauffälligere Nähseide.
Als schmückendes Beiwerk kommen in der handwerklichen Fertigung Zierstiche vor allem noch vor als Abschluss von Innentaschen, zum Überdecken von Abnähern und Falten, der Knopflasche oder des Bindebandes und zur Befestigung des Einnähetiketts mit dem Firmenschriftzug. Außerdem können sie eingesetzt werden, um kleine Mängel der Abfütterung zu überdecken.

### Pelzinnenfutter

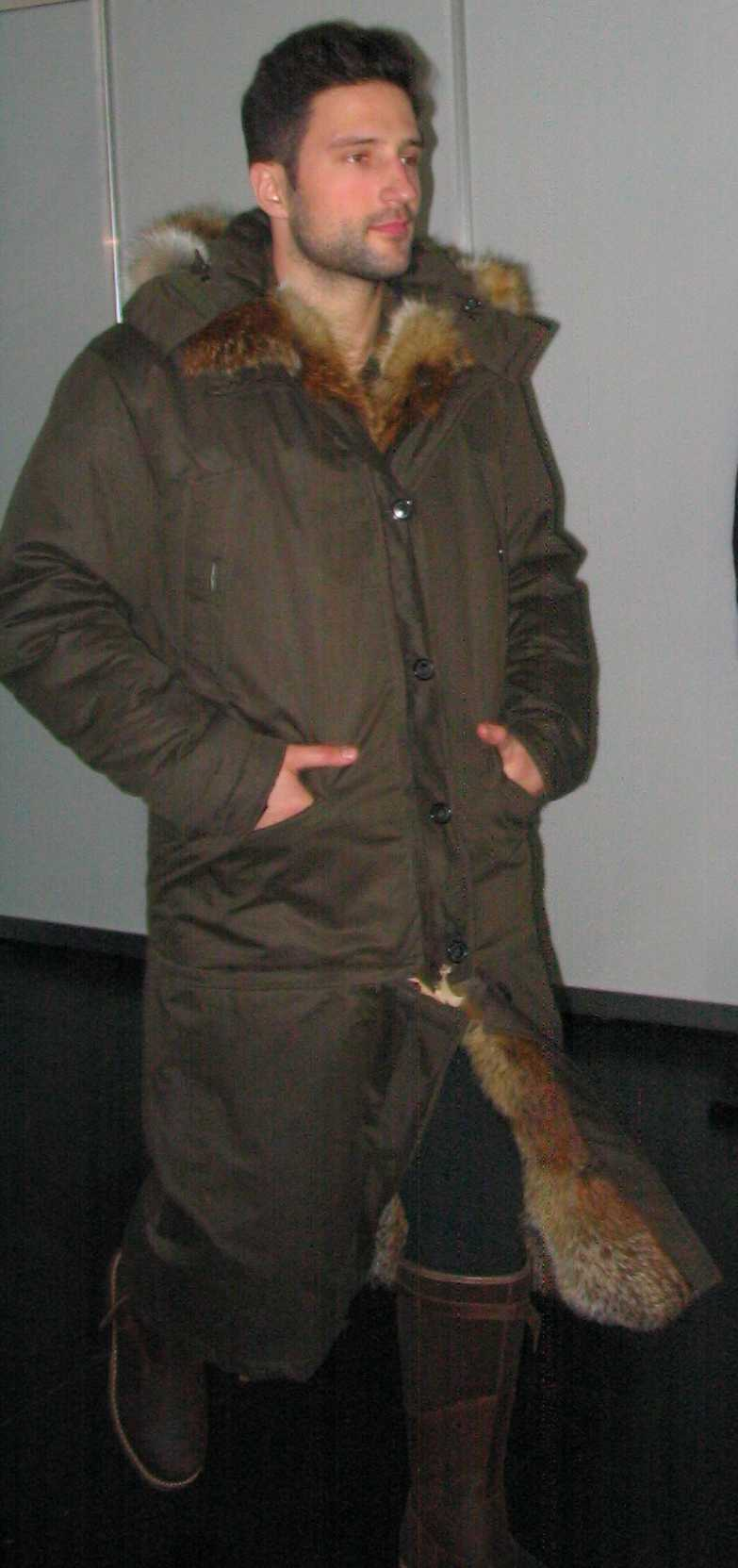
Herrenmantel mit Rotfuchsfutter (2014)

Ein eigener Arbeitsbereich innerhalb der Kürschnerei ist das Einarbeiten von Pelzfuttern in textile Bekleidungsstücke von Männern und Frauen, entweder in vorhandene Kundenteile, in eingekaufte Konfektion oder in selbst angefertigte Überjacken und ‑mäntel, in der Kürschnerei „Hüllen“ oder „Überzüge“ genannt. Bereits im Mittelalter war das Ausfüttern von Herrenmänteln und ärmellosen Schauben, die der Schneider anfertigte, der wesentliche Arbeitszweig der Kürschnerei.
In der zweiten Hälfte des 20. Jahrhunderts kam für die Pelznäherei als neue Aufgabe die Anfertigung der Hüllen hinzu, die bis dahin vom Schneiderhandwerk oder von der Textilindustrie bezogen wurden.
Das Pelzfutter kann unterschiedlich eingearbeitet werden:
zurückgesetzt bis hinter Stoffinnenbeleg, bei der geschlossenen Jacke oder Mantel nicht zu sehen
an der Vorderkante vorbrämend
als breite Verbrämung der Vorderkante
mit zusätzlichem Fellkragen und/oder Fellmanschetten
Das Pelzfutter kann auf verschiedene Arten im Mantel befestigt werden:
fest eingearbeitet
herausnehmbar, mit oder ohne einem zusätzlichen Stofffutter
ausknöpfbar mit Knöpfen
ausknöpfbar mit Druckknöpfen
ausreißbar mit Reißverschluss oder Klettverschlüssen.

### Kleinkonfektion
Unter Kleinkonfektion werden kleinere, als Beiwerk getragene Kleidungsstücke verstanden, früher wurden sie auch als „Galanterieware“ bezeichnet. Dazu gehören im Pelzbereich unter anderem Schals und lose Kragen; Boas; Muffe, Mufftaschen und Taschen; Kappen, Mützen und Kapuzen; Pelzschmuck; Tiernachbildungen als Spielzeug und früher einmal in großem Umfang Pelzkolliers (Schals in Tierform) und in geringerem Umfang Fußsäcke. Hinzu kommen das Aufarbeiten von Besätzen auf fertige Stoffkonfektion; Fellkissen; Felldecken und Fellbezüge für den Wohnbereich.
Die Arbeiten hierfür erfordern teils spezielle Kenntnisse des Pelznähers und des Kürschners.
Pelzhüte und -mützen, soweit hierfür Hutblöcke benötigt werden, werden meist von Modisten angefertigt. Es bestehen Betriebe, die sich speziell auf Pelzkopfbedeckungen und andere Pelzkleinteile spezialisiert haben.
In ganz erheblichem Maß kamen in den letzten Jahrzehnten aus schmalen Fellstreifen in Netze geflochtene oder gewirkte Pelze in den Handel. Wegen des hohen Arbeitsaufwandes werden diese Teile fast ausschließlich in asiatischen Billiglohnländern gefertigt, vornehmlich in China.